# Washington Capitals
O Washington Capitals (coloquialmente conhecido como Caps) é um time profissional de hóquei no gelo sediado em Washington, D.C. O time compete na National Hockey League (NHL) como membro da Divisão Metropolitana na Conferência Leste, e é de propriedade da Monumental Sports & Entertainment, chefiada por Ted Leonsis. Os Capitals inicialmente disputavam seus jogos como mandante no Capital Centre em Landover, Maryland antes de se mudarem para a Capital One Arena em Washington, D.C., em 1997.
Os Capitals foram fundados em 1974 como uma franquia de expansão, ao lado do Kansas City Scouts, e sofreram ao longo de seus primeiros oito anos de existência. Em 1982, Davie Poile foi contratado como gerente geral, ajudando a mudar a sorte da franquia. Com uma base de jogadores como Mike Gartner, Rod Langway, Larry Murphy e Scott Stevens, os Capitals se tornaram um competidor nos playoffs pelas próximas quatorze temporadas. Após comprar o time em 1999, Leonsis revitalizou a franquia ao contratar estrelas como Alexander Ovechkin, Nicklas Backstrom, John Carlson e Braden Holtby. Os Capitals de 2009-10 venceram o primeiro Troféu dos Presidentes da franquia por ser o time com mais pontos no final da temporada regular. Eles venceram pela segunda vez em 2015-16 e também venceram pela terceira vez na temporada seguinte em 2016-17. Além dos 13 títulos de divisão e três Troféus dos Presidentes, os Capitals chegaram às finais da Stanley Cup em 1998 e 2018, vencendo na última.
Os Capitals aposentaram quatro números em homenagem a quatro jogadores. Além disso, a equipe mantém uma associação com um número de personalidades introduzidas no Hockey Hall of Fame. Os Capitals atualmente são afiliados a duas equipes de ligas menores: o Hershey Bears da American Hockey League e o South Carolina Stingrays da ECHL.

## História

### Primeiros anos (1974–1982)
A NHL concedeu uma franquia de expansão para a cidade de Washington em 8 de junho de 1972, e os Capitals se juntaram à NHL como uma equipe de expansão para a temporada de 1974-75 junto com o Kansas City Scouts (atual New Jersey Devils). Os Capitals eram propriedade de Abe Pollin (também proprietário do Washington Bullets/Wizards da National Basketball Association). Pollin construiu o Capital Center no subúrbio de Landover, Maryland, para abrigar os Bullets (que anteriormente jogavam em Baltimore) e os Capitals. Seu primeiro ato como proprietário foi contratar o membro do Hall da Fama Milt Schmidt como gerente geral.
Com um combinado de 30 equipes entre a NHL e a World Hockey Association (WHA), o talento disponível estava escasso. Os Capitals tiveram poucos jogadores com experiência profissional e estavam em desvantagem contra as equipes de longa data que tinham jogadores veteranos.

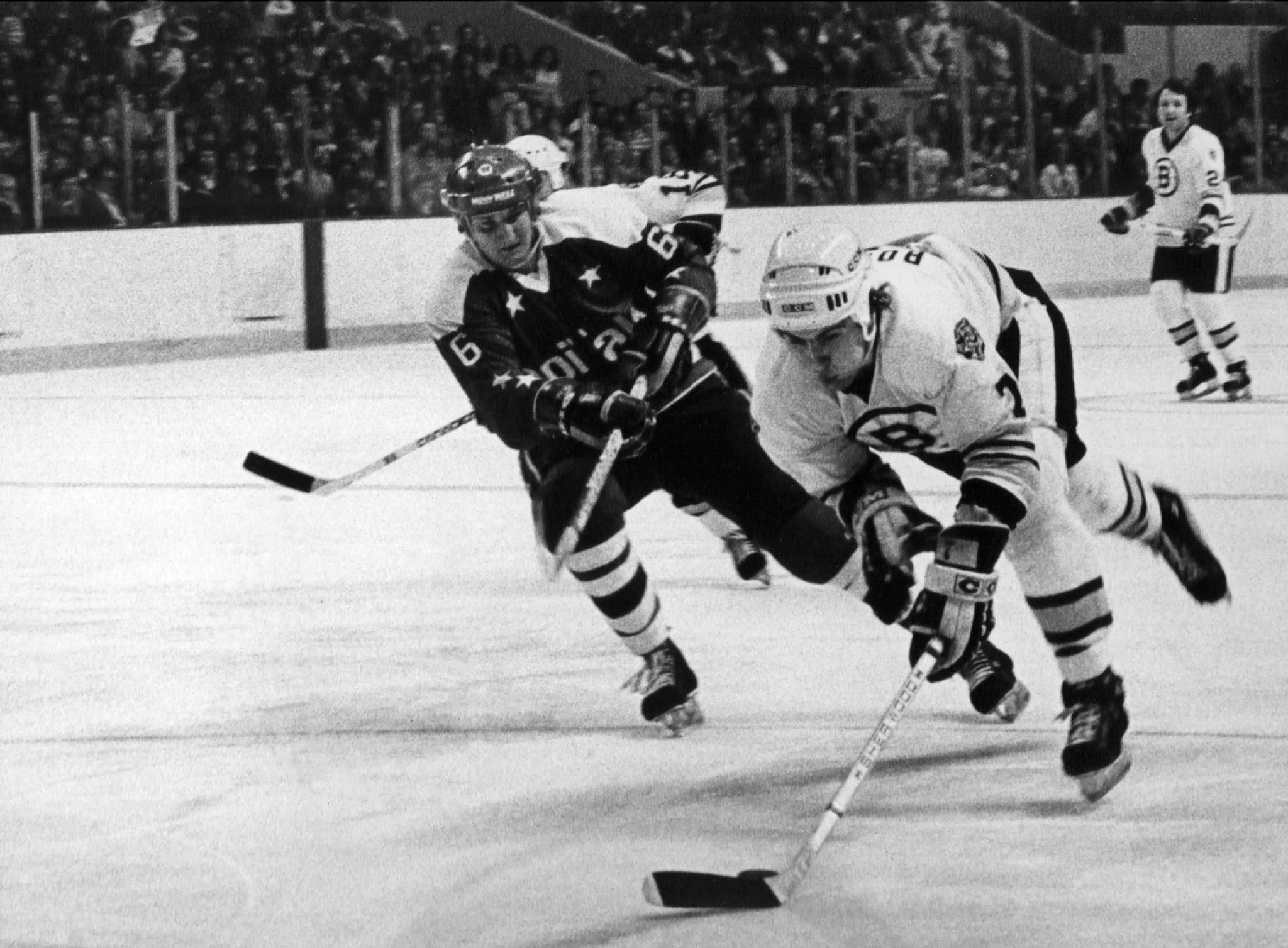
O Ala-esquerda dos Capitals Darren Veitch com o defensor do Boston Bruins Ray Bourque, em 1979.

A temporada inaugural dos Capitals foi terrível, mesmo para os padrões de uma equipe de expansão. Eles terminaram com o pior registro na liga em 8-67-5. Seus 21 pontos foram a metade de seu irmão de expansão, os Scouts. As oito vitórias são o menor registro para uma equipe da NHL jogando pelo menos 70 jogos, e a porcentagem de vitórias de .131 ainda é a pior na história da NHL. Eles também possuem recordes de mais derrotas como visitante (39 em 40), mais derrotas como visitante consecutivas (37) e mais derrotas consecutivas (17). O treinador Jim Anderson disse: "Eu preferiria descobrir que minha esposa estava me traindo do que continuar perdendo assim. Pelo menos eu poderia dizer a minha esposa para acabar com isso." O próprio Schmidt teve que assumir as rédeas de treinador no final da temporada.
Em 1975-76 , Washington passou 25 jogos seguidos sem uma vitória e permitiu 394 levando para outro registro horrendo: 11-59-10 (32 pontos). Durante o meio da temporada, Schmidt foi substituído como gerente geral por Max McNab e como técnico por Tom McVie. Para o resto da década de 1970 e início da de 1980, os Capitals alternaram entre temporadas terríveis e terminando apenas alguns pontos fora dos playoffs; em 1980 e 1981, por exemplo, eles estiveram na disputa pelos playoffs até o último dia da temporada. Um ponto brilhante durante esses anos de ineficácia foi que muitas das escolhas no draft de McNab (por exemplo, Rick Green, Ryan Walter, Mike Gartner, Bengt Gustafsson, Gaetan Duchesne, Bobby Carpenter) teriam impacto na equipe para os próximos anos, seja como membros importantes do elenco ou peças cruciais para as principais trocas.
Pollin resistiu durante a primeira década dos Capitals, embora eles geralmente fossem pouco competitivos. Isso contrastou com os Scouts; eles foram forçados a se mudar para Denver depois de apenas dois anos porque seus proprietários originais não tinham recursos ou paciência para suportar as dificuldades de uma equipe de expansão. No verão de 1982, no entanto, houve conversas sérias do time se mudar da capital dos Estados Unidos e uma campanha de "Salve os Caps" foi iniciada.

### Era Gartner–Langway (1982–1993)

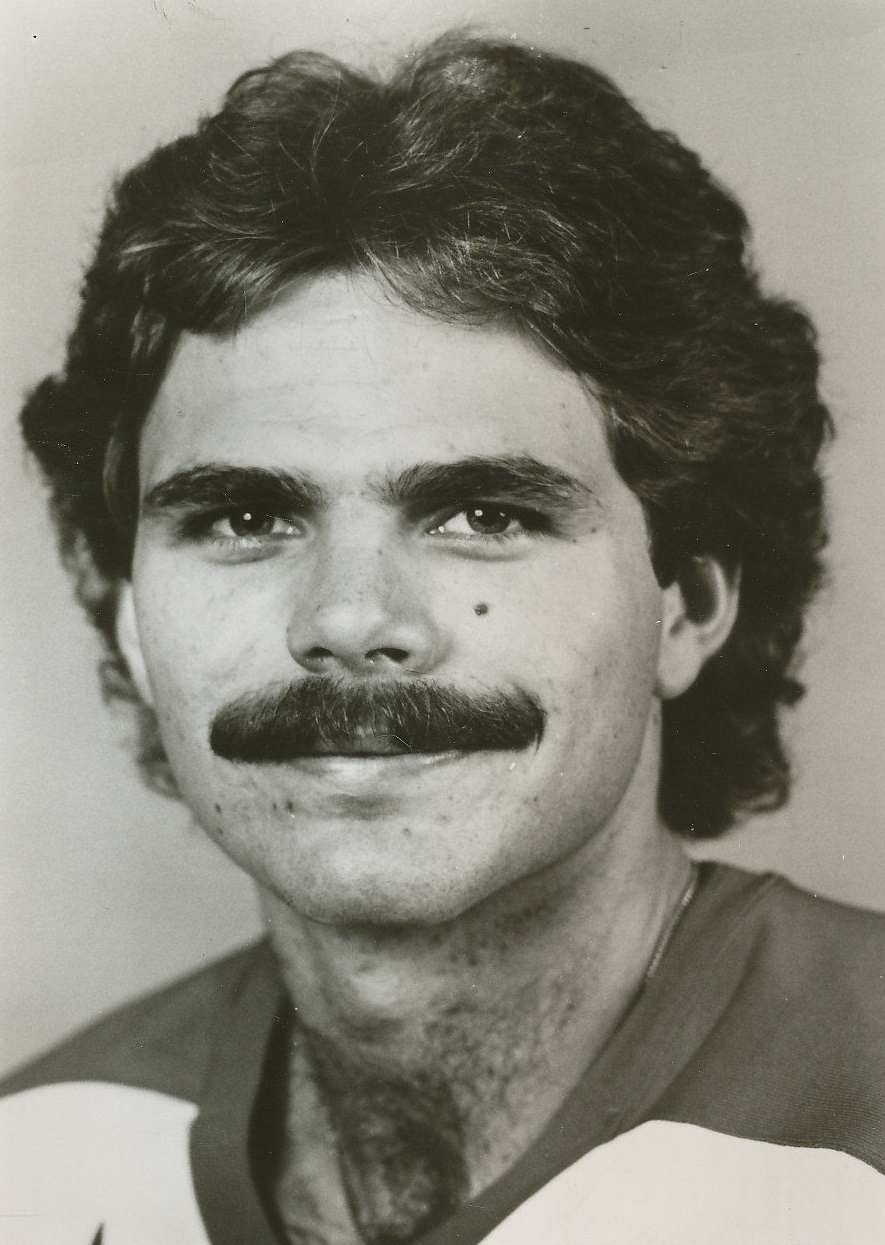
Draftado em 1978, Mike Gartner ajudou os Capitals a se tornarem competitivos nos playoffs nos anos 1980.

Em agosto de 1982, o time contratou David Poile como gerente geral. Como sua primeira ação, Poile fez uma das maiores trocas na história da franquia em 9 de setembro de 1982, quando ele negociou os jogadores titulares de longa data Ryan Walter e Rick Green ao Montreal Canadiens por Rod Langway (nomeado capitão apenas algumas semanas depois), Brian Engblom, Doug Jarvis e Craig Laughlin. Essa ação mudou a franquia, pois a sólida defesa de Langway ajudou o time a reduzir drasticamente os gols sofridos, e a artilharia explosiva de Dennis Maruk, Mike Gartner e Bobby Carpenter abasteceu a ofensiva no ataque. Outra mudança significativa foi a contratação do defensor Scott Stevens durante o Draft de 1982 da NHL (a escolha foi feita pelo gerente geral interino Roger Crozier, antes da contratação de Poile). O resultado foi um salto de 29 pontos, um terceiro lugar na poderosa Divisão Patrick  e a primeira aparição nos playoffs da equipe na temporada de 1982-83. Apesar de terem sido eliminados pelo defensor de três títulos da Stanley Cup (e eventual campeão) New York Islanders, a reviravolta dramática dos Caps acabou com qualquer conversa sobre o clube deixar Washington.

#### Quatorze aparições consecutivas nos playoffs (1983–1996)
Os Capitals foram para os playoffs em cada um dos próximos 14 anos seguidos. Eles se tornaram conhecidos por começarem lentos antes de esquentarem em janeiro e fevereiro. No entanto, o sucesso da temporada regular não levou o time para os playoffs. Apesar de uma marcha contínua de estrelas como Gartner, Carpenter, Langway, Gustafsson, Mike Ridley, Dave Christian, Dino Ciccarelli, Larry Murphy, e Kevin Hatcher, Washington foi eliminado na primeira ou segunda rodada oito anos seguidos. Na temporada de 1985-86, por exemplo, os Caps terminaram com 107 pontos e ganharam 50 jogos pela primeira vez na história da franquia, bom o suficiente para o terceiro melhor registro da NHL. Eles derrotaram os Islanders na primeira rodada, mas foram eliminados na segunda rodada pelo New York Rangers.

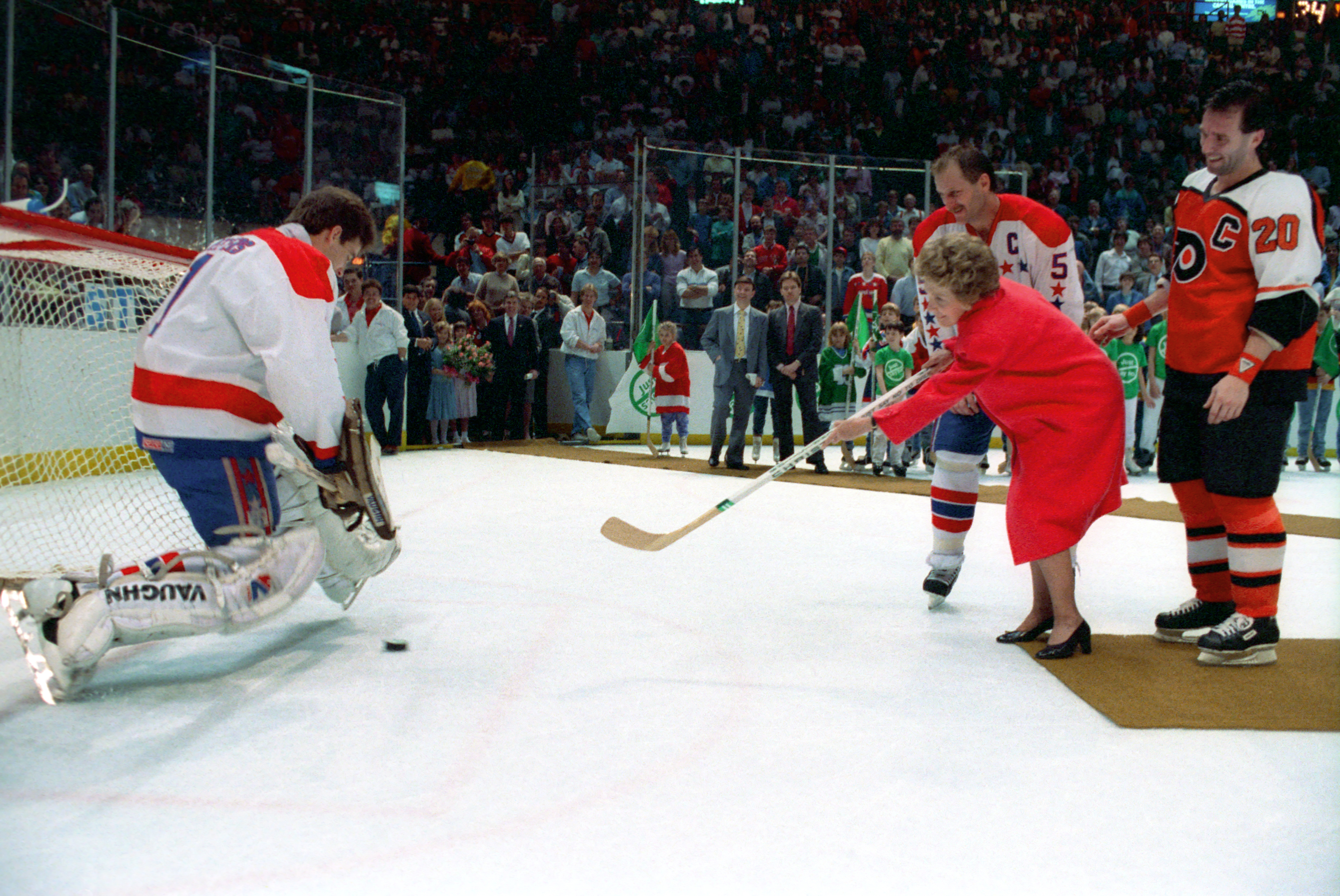
A Primeira Dama Nancy Reagan disparando um puck contra o goleiro de Washington Pete Peeters enquanto assistia a um jogo de Capitals-Flyers em 1988.

A  temporada de 1986-87 trouxe ainda mais decepção, com uma derrota para os Islanders na semifinal da Divisão Patrick. Esta série foi coroada pelo clássico Épico de Páscoa, que terminou às 01h56 no Domingo de Páscoa de 1987. Os Capitals dominaram completamente a maior parte do jogo, com mais disparos que os Islanders em 75-52, mas perdeu na prorrogação, quando o goleiro Bob Mason foi batido por um disparo da linha azul de Pat LaFontaine. Para os playoffs da temporada de 1988-89, Gartner e o defensor Larry Murphy foram negociados com o Minnesota North Stars e trocados por Ciccarelli e pelo defensor Bob Rouse, porém o goleiro mais uma vez errou e eles foram eliminados na primeira rodada pelo Philadelphia Flyers. Os Capitals finalmente chegaram nas finais da Conferência Wales em 1990, mas foram derrotados em quatro jogos pelas mãos do primeiro colocado Boston Bruins.

### Era Bondra–Gonhcar (1993–2005)
De 1991 a 1996, os Capitals perderam na primeira ou segunda rodada dos playoffs. Eles eliminaram os Rangers na primeira rodada, mas perderam na segunda rodada para o Pittsburgh Penguins em 1991. Em 1992 e 1993, perderam na primeira rodada para os Penguins e os Islanders, respectivamente. Em 1994, eles venceram na primeira rodada contra os Penguins, mas perderam na segunda rodada para o Rangers. Em 1995 e 1996, eles perderam na primeira rodada ambas as vezes para os Penguins. Eles ficaram de fora dos playoffs em 1997, mas chegaram perto de conquistar sua primeira Stanley Cup um ano depois.

#### Primeira aparição nas Finais da Stanley Cup (1998)

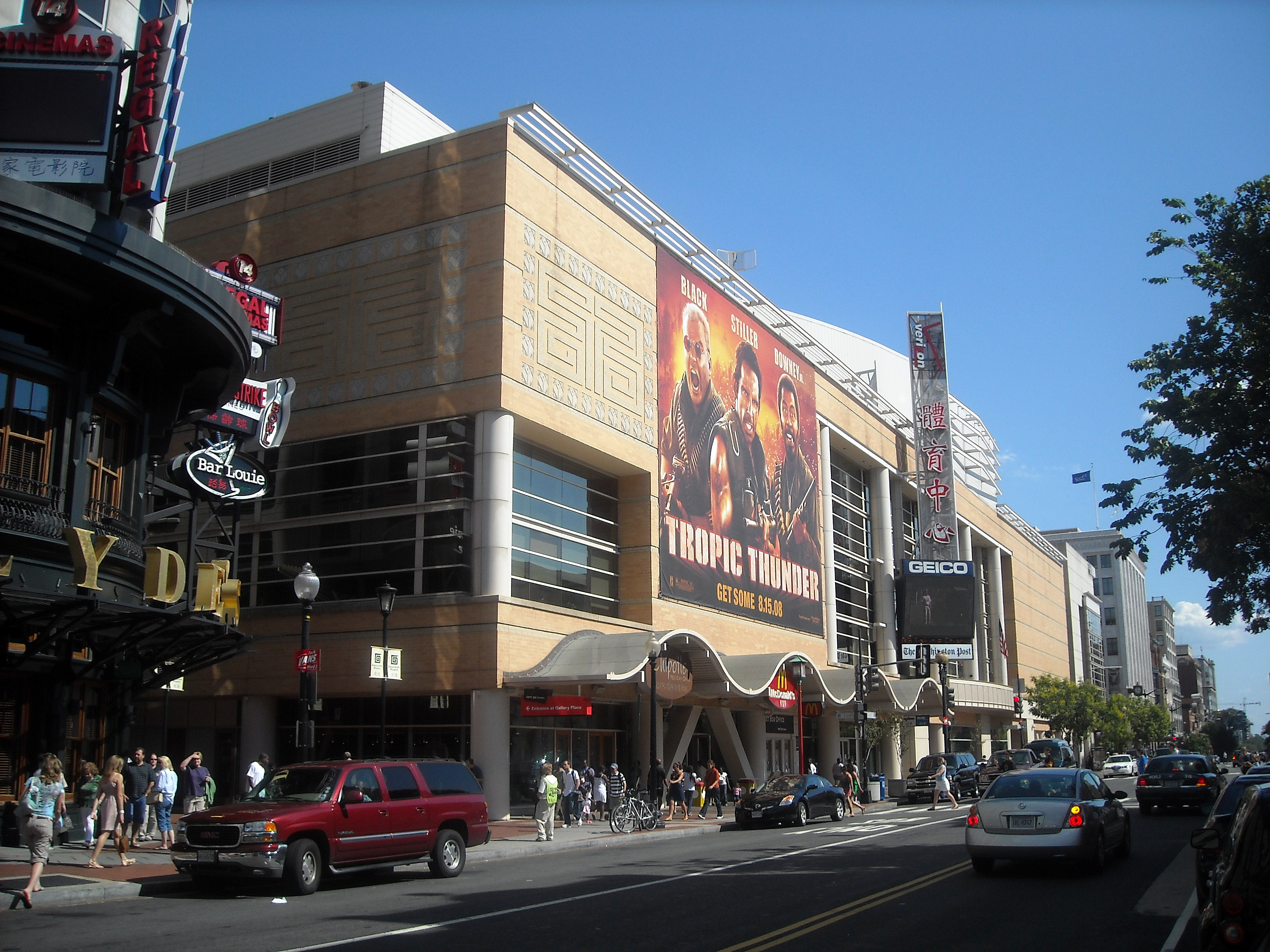
Os Capitals se mudaram para o MCI Center (atualmente Capital One Arena) em 1997.

Então, em 1998, quando os Caps inauguraram o MCI Center (atual Capital One Arena), os 52 gols de Peter Bondra lideraram a equipe, os veteranos Dale Hunter, Joe Juneau e Adam Oates voltaram para a velha forma, e Olaf Kolzig teve um sólido percentual de defesa de .920, com os Caps passando pelo Boston Bruins, Ottawa Senators e Buffalo Sabres (o último em uma vitória dramática na prorrogação do jogo seis com um gol de Joe Juneau) a caminho da primeira aparição da equipe nas finais da Stanley Cup. Os Capitals venceram seis jogos na prorrogação, três em cada uma das suas séries contra os Bruins e os Sabres. No entanto, a equipe foi superada pelo campeão da temporada de 1997-98 Detroit Red Wings, que venceu em uma varrida de quatro jogos. Nessa mesma temporada, Oates, Phil Housley, e Hunter marcaram seu 1000º ponto na carreira, a única vez na história da NHL que um time tinha três jogadores diferentes chegar a esse mesmo marco em uma única temporada.

### Decepções e reconstrução (1998–2004)
Após o campeonato de 1998, os Capitals terminaram a temporada de 1998-99 com um registro de 31-45-6 e não conseguiram se classificar para os playoffs. Durante a temporada, a equipe foi vendida para um grupo liderado pelo executivo da AOL, Ted Leonsis. Os Capitals conquistaram títulos consecutivos da Divisão Sudeste em 2000 e 2001, mas em ambos os anos perderam na primeira rodada dos playoffs para os Penguins. Depois da temporada de 2000-01, Adam Oates exigiu uma troca, mas a gerência recusou e o tirou da capitania da equipe.
No verão de 2001, os Capitals trouxeram o cinco vezes vencedor do Art Ross Trophy Jaromir Jagr, trocando três jovens promessas para o Pittsburgh Penguins. Jagr assinou o maior contrato na história da NHL - 77 milhões de dólares ao longo de 7 anos a um salário em média de 11 milhões de dólares por ano (mais de 134 mil dólares por jogo), com opção para um oitavo ano. No entanto, após Adam Oates ser trocado com o Philadelphia Flyers, os Capitals falharam em defender seu título de divisão e ficaram de fora dos playoffs em 2002, apesar de um recorde de vitórias. Ainda assim, a temporada de 2001-02 marcou a maior presença na história da franquia, atraindo 710.990 fãs e 17.341 por jogo.
Antes da temporada de 2002-03, os Caps fizeram mais mudanças no elenco, incluindo a contratação do conceituado Robert Lang como um free agent, um companheiro de linha de Jagr do Pittsburgh. Washington voltou para os playoffs em 2003, mas decepcionou os torcedores mais uma vez ao perder em seis jogos para o Tampa Bay Lightning depois de começar com dois jogos na frente na série na primeira rodada. A série é bem lembrada pelo Jogo 6 de três prorrogações no então MCI Center. Na época, foi o jogo mais longo da história da arena e acabou por ser decidido por um gol de power-play pelo Tampa Bay.

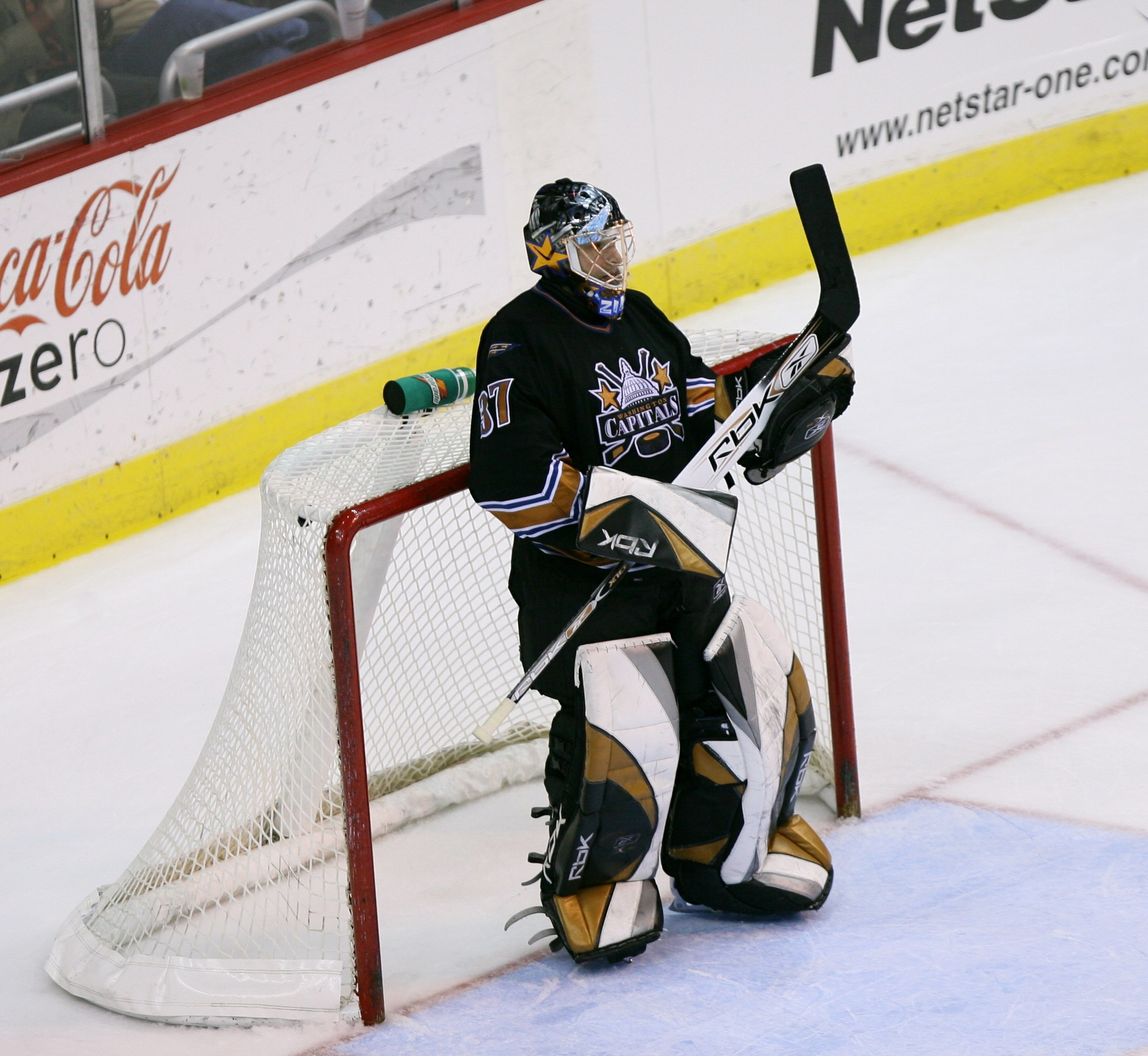
Kolzig was among Washington's best players between the late 1990s and early 2000s.

Na temporada de 2003-04, os Caps se desfizeram de alguns de seus talentos mais caros; não apenas uma onda de corte de custos, mas também um reconhecimento de que sua tentativa de construir um time competitivo com talento veterano de alto preço tinha falhado. Jagr nunca correspondeu às expectativas durante o seu tempo com os Capitals, deixando de terminar entre os melhores artilheiros da liga ou fazer a pós-temporada no All-Star Team. Os Caps tentaram trocar Jagr, mas como apenas um ano foi deixado no existente Acordo Coletivo de Trabalho antes de ter expirado, poucas equipes estavam dispostas a arriscar $11 milhões de dólares em um jogador de baixo desempenho. Em 2004, Jagr foi finalmente enviado para o New York Rangers em troca de Anson Carter e um acordo que Washington pagaria cerca de $4 milhões de dólares por ano de salário de Jagr, com o próprio Jagr concordando em adiar (com juros) $ 1 milhão por ano para o restante do seu contrato para permitir que a troca seguisse. Este foi rapidamente seguido por Peter Bondra indo para os Ottawa Senators. Não muito tempo depois, Robert Lang foi enviado para Detroit e Gonchar para os Bruins. A negociação de Robert Lang marcou a primeira vez na história da National Hockey League que o melhor artilheiro da liga foi negociado no meio da temporada. Os Capitals terminaram o ano com o segundo pior registo, junto com o Chicago Blackhawks.
No Draft de 2004 da NHL, os Capitals venceram o Draft Lottery, movendo-se à frente dos Pittsburgh Penguins que tiveram a pior colocação da NHL, e selecionou Alexander Ovechkin no primeiro lugar geral. Durante a disputa trabalhista da NHL na temporada de 2004-05, que custou à NHL toda a sua temporada, Ovechkin ficou na Rússia, jogando para o Dynamo Moscow. Vários outros jogadores dos Capitals jogaram parte ou a totalidade do período perdido na Europa, incluindo Olaf Kolzig, Brendan Witt e Jeff Halpern. A off-season de 2005 dos Capitals consistiu em fazer do morador de D.C. Halpern o capitão do time, e contratar Andrew Cassels, Ben Clymer, Mathieu Biron e Jamie Heward, e adquirir Chris Clark e Jeff Friesen através de troca.

### Era Ovechkin–Backstrom (2005–presente)

#### Construindo um competidor (2005–2008)
Os Capitals terminaram a temporada de 2005-06 da NHL na lanterna da Divisão Sudeste novamente, com uma campanha de 29-41-12, tendo mais 12 pontos do que a temporada de 2003-04, bom para o 27º das 30 equipes da NHL. No entanto, o time jogou apertado em todos os jogos, jogando 42 jogos de um gol, apesar de perder 2/3 desses jogos. A temporada de estreia de Ovechkin excedeu a publicidade, como ele liderou todos os novatos da temporada de 2005-06 em gols, pontos, gols no power-play e disparos. Ele terminou em terceiro na NHL em pontos e empatado em terceiro em gols; e com seus 425 disparos não só liderou o campeonato, mas também estabeleceu um recorde de um novato na NHL e foi o quarto maior total na história da NHL. A temporada de estreia de Ovechkin foi o segunda melhor da história do Washington Capitals, e seu total de gols ficou empatado em terceiro na história da franquia. Ovechkin venceu o Calder Memorial Trophy, derrotando o central do Pittsburgh Penguins Sidney Crosby e o defensor do Calgary Flames Dion Phaneuf.
Muitos jogadores dos Capitals de longa data tinham anos de carreira, com Dainius Zubrus marcando 57 pontos, Halpern tendo um recorde na carreira de 33 assistências, Matt Pettinger colocando em uma carreira de mais de 20 gols, o esforço de 38 pontos e sete outros no time relativamente jovem superando 20 pontos pela primeira vez. Dois marcos notáveis também foram atingidos pelos Capitals, como o mais longo jogador titular da equipe Olaf Kolzig, ganhou o seu 250º jogo no gol e Andrew Cassels se tornou o 204º jogador a jogar 1.000 jogos, embora ele não tenha terminado a temporada com Washington. Foi notável que Jeff Halpern, cuja cidade natal é Washington, foi nomeado capitão dos Capitals. No prazo de negociações de 2006, em 8 de março, Brendan Witt foi negociado para o Nashville Predators.

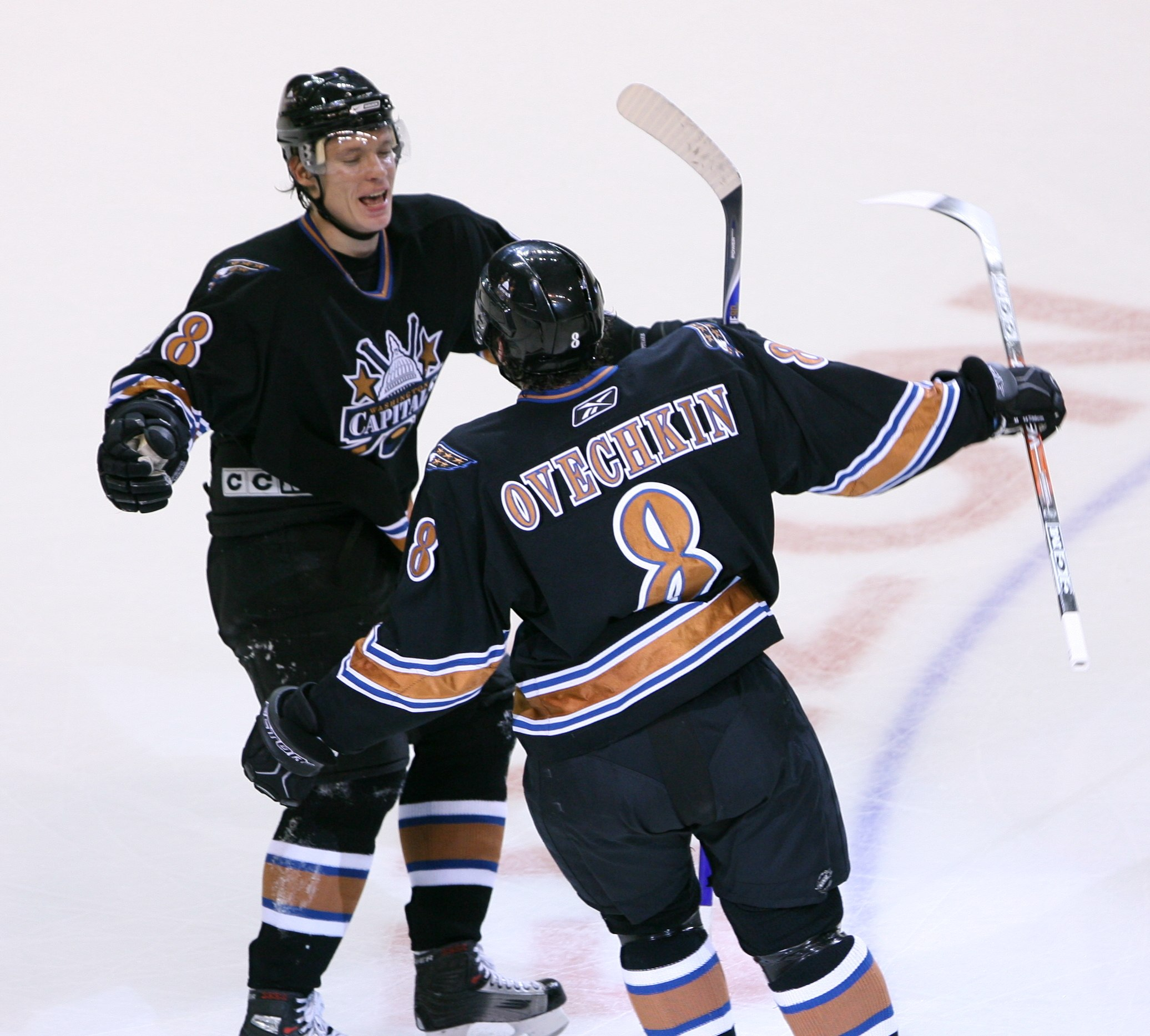
Alexander Semin and Alexander Ovechkin celebrate following a goal in 2007

Na off-season de 2006, Halpern deixou os Capitals para jogar no Dallas Stars; Chris Clark se tornou o novo capitão dos Capitals. Richard Zednik voltou para os Capitals em 2006-07 depois de decepcionantes 16 gols, 14 assistências em 2005-06 com Montreal, mas mais tarde foi negociado para o New York Islanders depois de uma temporada decepcionante e atormentada por lesões. Os Caps também assinaram com o enforcer ex-Philadelphia Flyers Donald Brashear. Apesar das transações, no entanto, os Capitals terminaram com o mesmo total de pontos (70) em 2006-07, como eles fizeram no ano anterior, embora ganharam um jogo a menos. Alexander Ovechkin foi o representante solitário dos Capitals no All-Star Game, com a campanha de Washington vendo também a saída de Alexander Semin, que marcou 38 gols em apenas sua segunda temporada da NHL.
Os Capitals assinaram com o fenômeno sueco Nicklas Backstrom, a quarta escolha geral do Draft 2006 da NHL, com um contrato de entrada de três anos. Eles também assinaram com o goleiro de 19 anos Semyon Varlamov a um contrato de entrada de três anos. Eles então passaram a preencher as necessidades na defesa, mediante a contratação do defensor movimentador do puck Tom Poti; ala direita, através da contratação de Viktor Kozlov e no centro, o craque Michael Nylander. Como resultado dessas negociações, havia muito mais esperança para a temporada de 2007-08 e os jogadores estavam olhando em direção aos playoffs.
Depois de iniciar a temporada em 6-14-1, os Capitals demitiram o técnico Glen Hanlon e o substituiu pelo treinador do Hershey Bears Bruce Boudreau no dia de Ação de Graças de 2007. Em 10 de janeiro de 2008, os Capitals assinaram com Ovechkin uma extensão de contrato recorde da liga de $124 milhões por 13 anos, o segundo período mais longo de qualquer contrato na NHL após o contrato de 15 anos do goleiro do New York Islanders, Rick DiPietro. Apesar da defesa jovem e de lesões dos principais jogadores dos Capitals como Michael Nylander e Brian Pothier, Boudreau projetou uma notável virada. Ajudado por aquisições chave no prazo de negociações (Matt Cooke, Sergei Fedorov e Cristobal Huet), os 65 gols de Ovechkin liderando a liga e Mike Green liderando entre os defensores da NHL com 18 gols, os Capitals venceram a Divisão Sudeste pela primeira vez desde a temporada de 2000-01, desbancando o Carolina Hurricanes pelo título da divisão no jogo final da temporada. O seu fim de temporada foi notável pela corrida que incluiu ganhar 11 dos últimos 12 jogos da temporada regular. Os Capitals tornaram-se a primeira equipe na história da NHL a ir para os playoffs depois de ter sido classificada em 14º ou menor em suas posições de conferências na metade da temporada. Os Capitals jogaram com o Philadelphia Flyers na primeira rodada, e conseguiu forçar um Jogo 7 depois de estar por 3-1 na série. Eles acabaram perdendo para os Flyers por 3-2 no OT. Após a conclusão da temporada, os esforços de Boudreau foram recompensados com uma extensão de contrato.

#### Retorno aos playoffs e primeiro Troféu dos Presidentes (2008–2014)

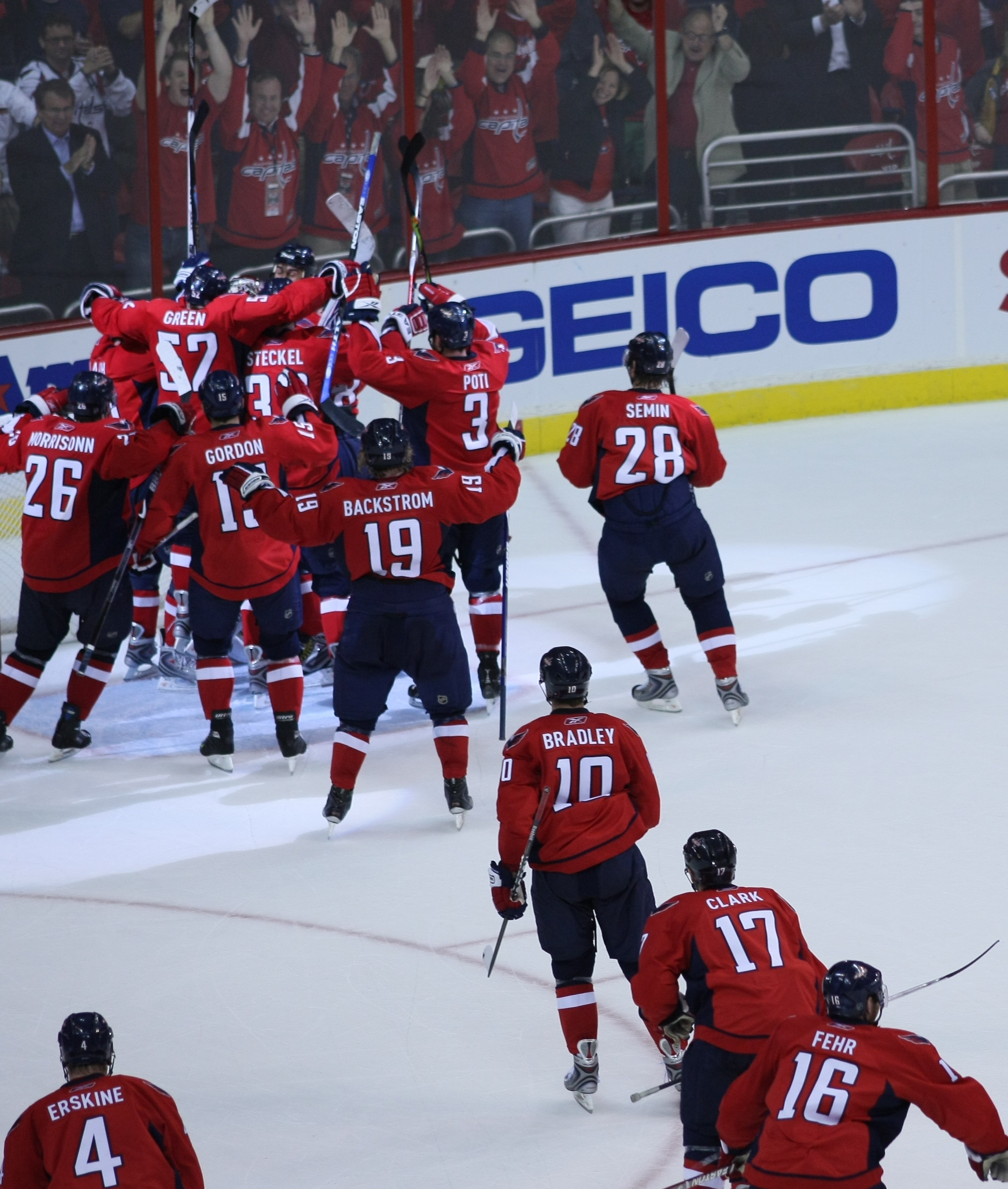
Os Capitals comemoram após derrotar o New York Rangers nos playoffs da Stanley Cup de 2009.

Os elogios à equipe continuou a crescer após o fim da temporada. Alex Ovechkin ganhou o Art Ross Trophy, o Maurice "Rocket" Richard Trophy, o Hart Memorial Trophy e o Lester B. Pearson Award. Ovechkin se tornou o primeiro jogador na história da NHL a ganhar todos os quatro prêmios na mesma temporada. Ele também foi o primeiro jogador a ganhar um prêmio MVP em qualquer esporte importante na área de Washington, D.C. desde que Joe Theismann ganhou o MVP da NFL em 1983. Além disso, ele foi nomeado um NHL First Team All-Star e se tornou o primeiro jogador desde 1953 ser identificado como tal em cada um dos seus três primeiros anos na NHL. Nicklas Backstrom foi um dos finalistas do Calder Trophy, mas acabou ficando em segundo para Patrick Kane do Chicago Blackhawks; no entanto, Backstrom ainda foi selecionado para o All-Star Rookie Team. Bruce Boudreau ganhou o Jack Adams Award de melhor treinador da NHL. Ovechkin e Mike Green foram nomeados para o Sporting News All-Star Team, com Ovechkin sendo o Sporting News Player of the Year.
A temporada de 2008-09 foi destacada por Green (que foi o terceiro de três escolhas na primeira rodada dos Capitals no ano do draft de Ovechkin) e Ovechkin. Green venceu todos os defensores da NHL em gols e pontos. Ele estabeleceu o recorde para a mais longa consecutiva de marcação de gols por um defensor, com oito jogos. Ovechkin ganhou seu segundo Troféu Hart, seu segundo Lester B. Pearson Award, e sua segunda Maurice "Rocket" Richard Trophy. Os Capitals terminaram a temporada regular com um recorde de 50-24-8 e um registro 108 pontos e venceu a sua segunda consecutiva Divisão Sudeste. Eles derrotaram o New York Rangers na primeira rodada dos playoffs de 2009 em quatro jogos a três, superando uma desvantagem de 3-1. Os Capitals foram então derrotados pelo eventual campeão Pittsburgh Penguins nas semifinais da Conferência Leste em sete jogos.

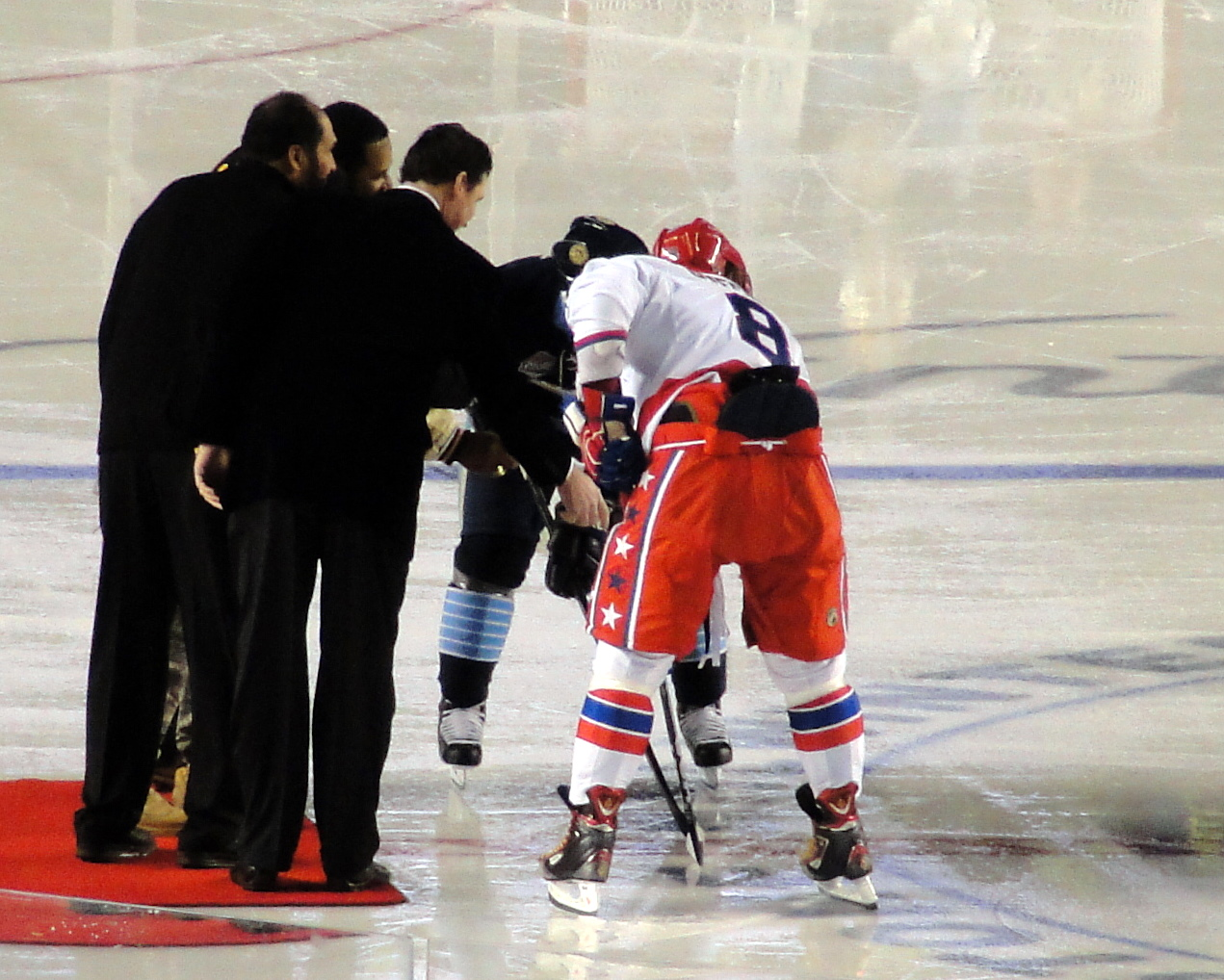
Ovechkin e Sidney Crosby fazendo o puck drop cerimonial antes do 2011 Winter Classic de 2011.

Os Capitals terminaram em primeiro lugar na temporada regular 2009-10 com 121 pontos e venceram o Troféu dos Presidentes. Ovechkin liderou a equipe em pontos, com 109 e terminou como o terceiro melhor artilheiro, apesar de jogar nove jogos a menos do que o líder do campeonato. Backstrom terminou com 101 pontos, quarto maior na NHL. Mais uma vez, Mike Green liderou todos os defensores em pontos, terminando com 76. Os Capitals também dominaram a categoria plus/minus, terminando com cinco jogadores no top seis. Apesar de terem uma boa temporada regular, eles foram derrotados pelo Montreal Canadiens na primeira rodada dos playoffs.
A temporada de 2010-11 teve novamente os Capitals como campeões Divisão Sudeste e como o melhor time da Conferência Leste, com 107 pontos. A temporada foi destacada por sua participação no 2011 NHL Winter Classic (Clássico de Inverno), onde derrotaram o Pittsburgh Penguins por 3-1 no Heinz Field. No entanto, a decepção dos Capitals nos playoffs continuou. Depois de derrotar o New York Rangers em cinco jogos na primeira rodada, eles foram derrotados pelo Tampa Bay Lightning nas semifinais da Conferência Leste.
Os Capitals começaram a temporada de 2011-12 com um recorde de 7-0, mas eles só venceram cinco dos próximos 15 jogos. Como resultado, o gerente geral George McPhee demitiu o treinador Bruce Boudreau e contratou a lenda dos Capitals Dale Hunter para substituí-lo. Até o final da temporada de 2011-12, os dois principais goleiros da equipe, Michal Neuvirth e Tomas Vokoun, estavam lesionados e os Capitals foram obrigados a dependerem de Braden Holtby para ajudar a equipe nos playoffs. Os Capitals deram um forte impulso e terminaram em 7º na classificação geral na Conferência Leste e eliminaram o atual campeão Boston Bruins na primeira rodada. Os Capitals chocaram a NHL ao derrotar o fortemente favorito Boston Bruins em sete jogos por 2-1 com um gol na prorrogação de Joel Ward. Cada jogo da série foi decidido por uma margem de um gol; anteriormente, nenhuma série nos playoffs da Stanley Cup nunca havia ido tão longe como seis ou sete jogos enquanto nenhuma das duas equipes tinha mais mais de um gol de vantagem.[carece de fontes?] Os Capitals em seguida avançaram para a segunda rodada para enfrentar o primeiro colocado New York Rangers. A série foi novamente para sete jogos, terminando com uma vitória por 2-1 dos Rangers no Madison Square Garden. Após o fim da temporada, o treinador Dale Hunter anunciou que deixaria o cargo. Adam Oates mais tarde foi nomeado treinador permanente da equipe.

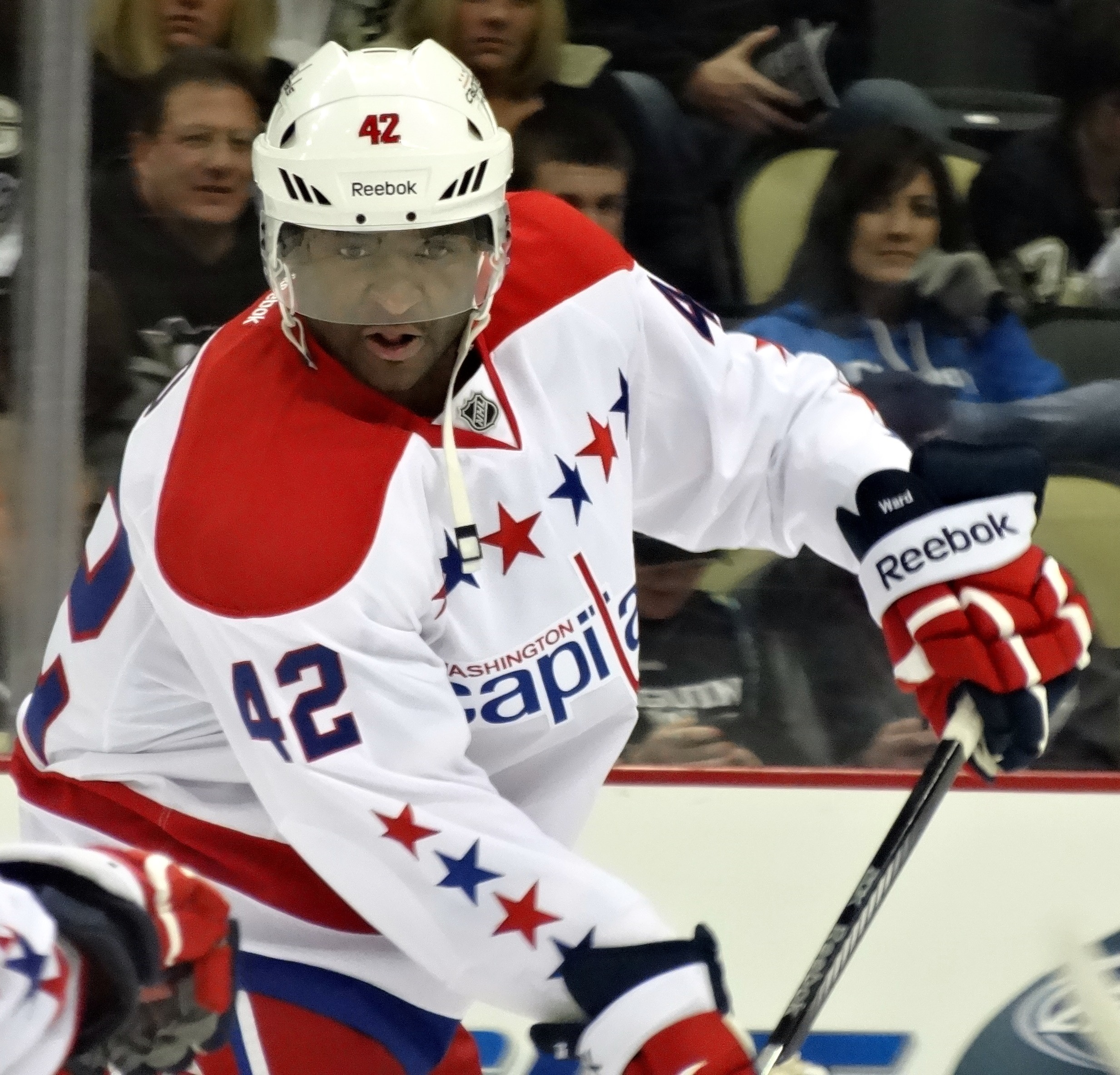
Joel Ward marcou o gol da vitória da série na prorrogação no jogo sete contra um fortemente favorito Boston Bruins, nos Playoffs da Stanley Cup de 2012.

Na temporada encurtada de 2012-13, os Capitals tiveram um começo ruim, eles conseguiram apenas duas vitórias em seus primeiros 10 jogos. A equipe se recuperou para vencer a Divisão Sudeste, ganhando assim a terceira classificação nos playoffs da Conferência Leste. Infelizmente para Washington, o infortúnio dos playoffs continuou com eles novamente, perdendo para os Rangers em sete jogos, após começar liderando a série por 2-0. Na temporada de 2013-14, os Capitals começaram a temporada vencendo 5 dos seus primeiros 10 jogos. Os Capitals lutaram para ficar em um lugar nos playoffs e, por fim, não se classificaram para os playoffs pela primeira vez desde a temporada de 2006-07. Em 26 de abril de 2014, 15 dias após a temporada regular terminar, os Capitals anunciaram que não iriam renovar o contrato do Gerente Geral George McPhee e que tinham demitido o técnico Adam Oates.

Em 26 de maio de 2014, os Capitals anunciaram a promoção de Brian MacLellan de diretor de pessoal jogador para gerente geral e a contratação de Barry Trotz como o novo técnico. No 691º jogo da NHL de Alexander Ovechkin, em 4 de novembro de 2014, ele se tornou o líder em pontos de todos os tempos dos Capitals em um jogo contra o Calgary Flames, superando Peter Bondra. Em 1 de janeiro de 2015, o Washington Capitals derrotou o Chicago Blackhawks por 3–2 no anual NHL Winter Classic no Nationals Park em Washington, D.C. Os Capitals terminaram empatados em segundo lugar com o New York Islanders na Divisão Metropolitana durante a temporada de 2014-15 e segurou a vantagem do mando de gelo em casa no primeiro turno dos playoffs entre os dois, como haviam derrotado os Islanders nas séries da temporada com duas vitórias em casa e duas derrotas fora na prorrogação (em comparação, os Islanders tiveram duas vitórias em casa, uma derrota de estrada e uma derrota de shootout). As equipes dividiram os quatro primeiros jogos da série, com os Islanders vencendo o primeiro e terceiro jogos, e os Capitals venceram o segundo e quarto jogos. Depois de vencer o Jogo 5, os Capitals tiveram a chance de conquistar a série no Nassau Veterans Memorial Coliseum, mas os Islanders venceram o Jogo 6 para levar a série para um decisivo Jogo 7 em Washington, que os Capitals venceram e derrotaram os Islanders, levando a um confronto contra os Rangers nas semifinais da Conferência pela terceira vez em quatro anos.

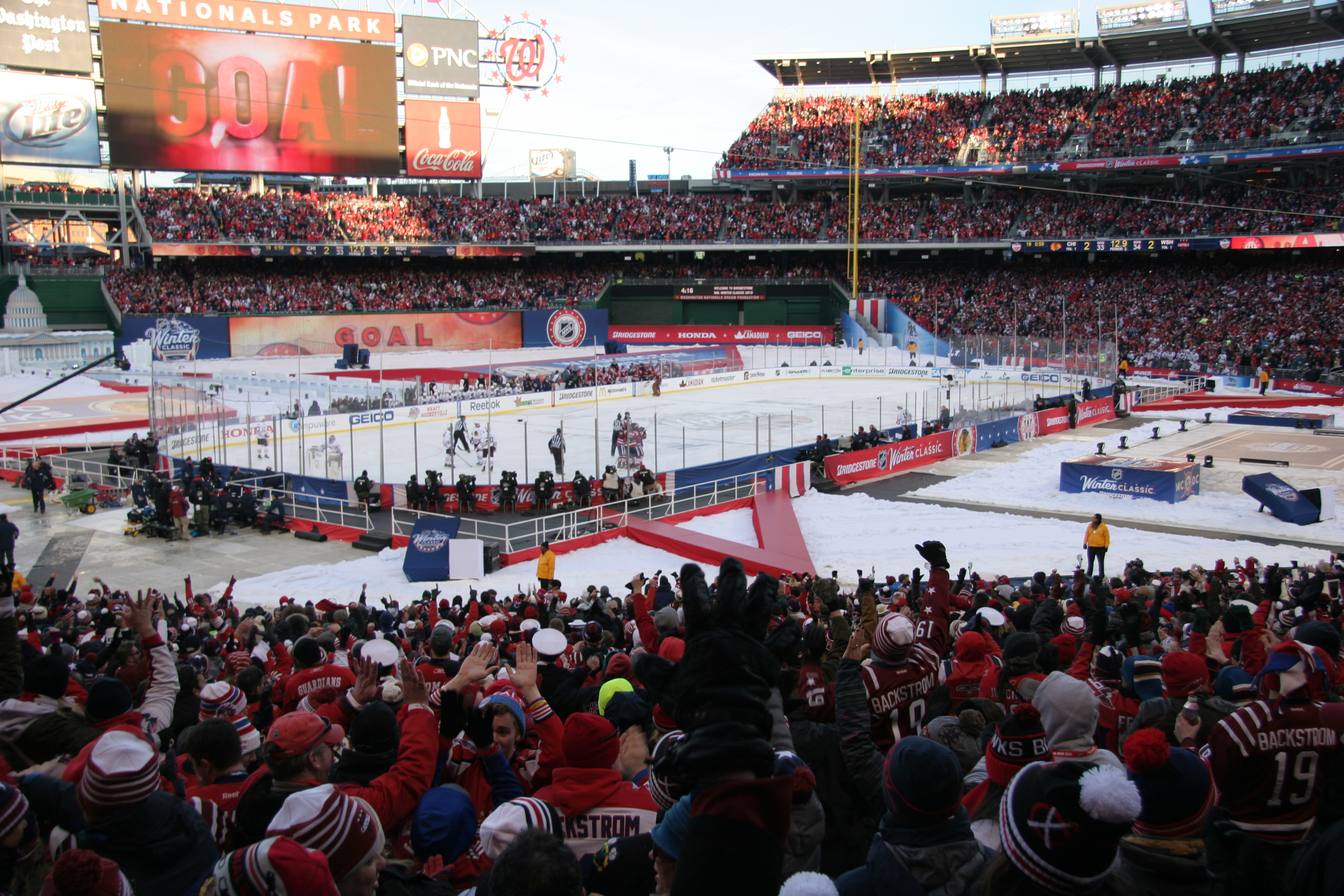
Os Capitals receberam o Chicago Blackhawks para o NHL Winter Classic de 2015 no Nationals Park.

Na segunda rodada, todos os sete jogos foram decididos pela margem de um gol. Os Capitals e os Rangers dividiram os dois primeiros jogos (com Joel Ward marcando um gol no último segundo da vitória por Washington no Jogo 1, juntamente com uma perda por Washington no Jogo 2) por uma margem de 2-1. Braden Holtby, então, faria um shutout em 1-0 no Jogo 3, com Jay Beagle marcando único gol do jogo, que foi seguida por mais uma vitória por 2-1 no Jogo 4. Depois que Washington realizou uma vantagem de 3-1 na série, os Rangers iriam em seguida cortar a liderança da série para 3-2 depois de marcar o gol da vitória do Jogo 5 na prorrogação. Os Rangers, em seguida, empataram a série com uma vitória por 4-3 para forçar um Jogo 7 no Madison Square Garden. Ambas as equipes marcaram um gol durante o tempo regulamentar no Jogo 7, mas os Capitals perderam o jogo e a série na prorrogação com um gol de Derek Stepan.

#### Troféus dos Presidentes consecutivos e a primeira Stanley Cup (2015–presente)
Na temporada de 2015-16, os Capitals terminaram em primeiro lugar na liga com um registro de 56-18-8 e 120 pontos. Na primeira rodada dos playoffs, eles enfrentaram o Philadelphia Flyers. Os Capitals venceram os três primeiros jogos da série e estavam em busca pela sua primeira varrida nos playoffs de uma série melhor de sete na história da franquia. No entanto, os Flyers venceram os dois jogos seguintes para levar a série ao sexto jogo na Filadélfia; os Capitals, no entanto, venceram essa série em seis jogos para avançar para a segunda rodada dos playoffs. Na segunda rodada, eles enfrentaram o Pittsburgh Penguins pela primeira vez desde 2009. Depois de vencer o primeiro jogo da série em Washington, os Capitais perderam três jogos seguidos, e estavam em perigo de eliminação. Washington evitou a eliminação com uma vitória no Jogo 5, mas perdeu a série em seis jogos.

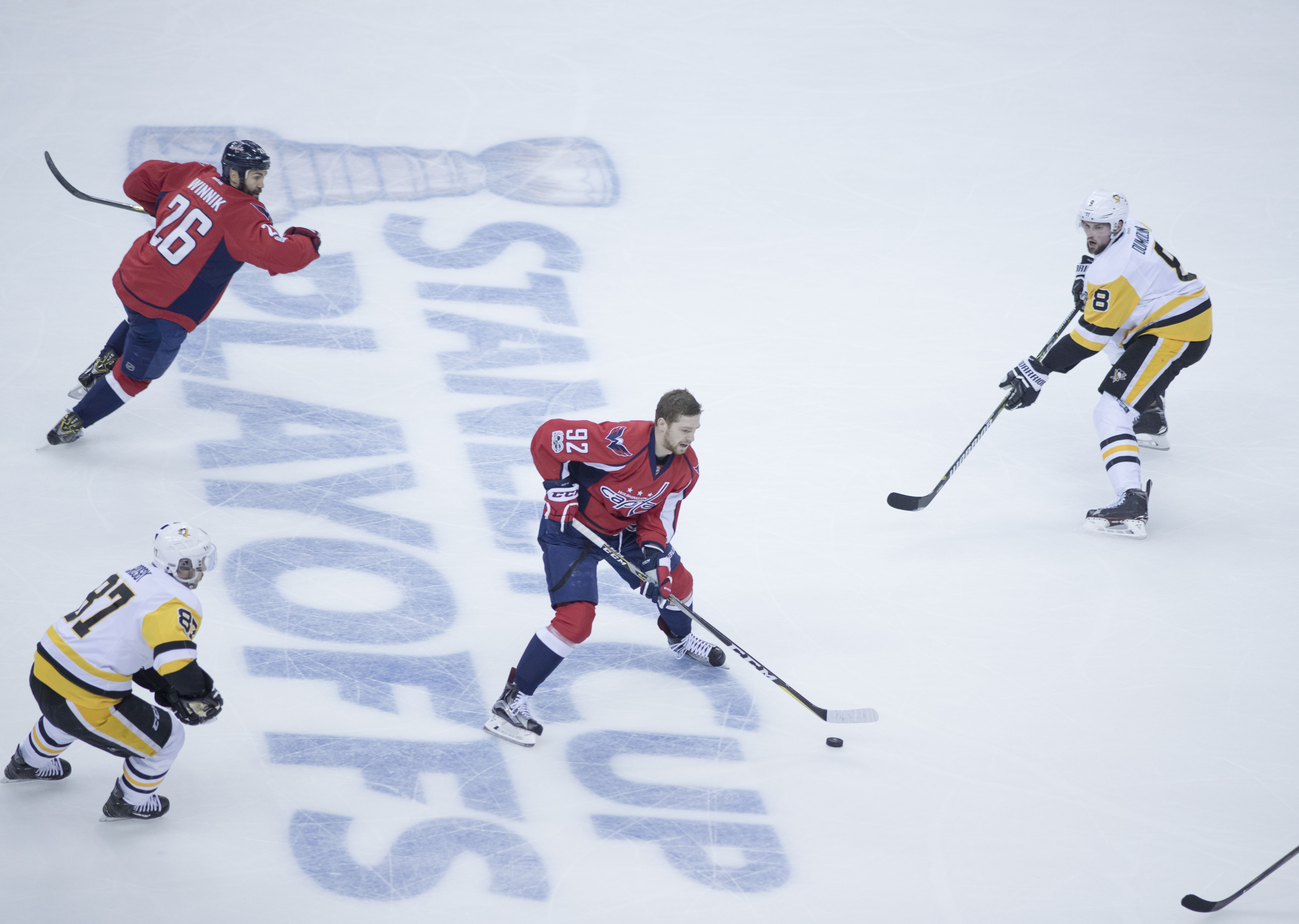
Evgeny Kuznetsov patinando em frente com o puck contra os Penguins durante os playoffs da Stanley Cup de 2017.

Ovechkin atingiu a marca de 1,000 pontos em 11 de janeiro de 2017 com um gol contra o Pittsburgh Penguins com 35 segundos no primeiro período desse jogo. Ovechkin é o 84º jogador da NHL a atingir a marca de 1,000 pontos, o 4º jogador russo e o 37º jogador a atingir o marco enquanto joga para uma equipe ao longo da sua carreira na NHL. Os Capitals conquistaram o segundo Troféu dos Presidentes consecutivo, tornando-se apenas a sétima equipe na história da NHL a conquistar dois Troféus dos Presidentes  seguidos.  Ovechkin terminou a temporada regular 2016-17 com 33 gols, liderando os Capitals em gols pela décima segunda temporada consecutiva. Nos playoffs de 2017, os Capitals derrotaram o Toronto Maple Leafs em seis jogos na primeira rodada para estabelecer um segundo confronto consecutivo com o Pittsburgh Penguins na segunda rodada. Depois de estar atrás em 3-1 na série, eles lutaram para forçar um jogo sete em casa, onde foram eliminados por 2-0 e perderam a série por 4-3.
Depois dos playoffs de 2017, os Capitals perderam vários talentos na offseason, perdendo Kevin Shattenkirk, Karl Alzner, Justin Williams e Daniel Winnik para o free agency, e o jovem defensor promissor Nate Schmidt para o Draft de Expansão da NHL de 2017. Além disso, para ficar abaixo do teto, os Capitals enviaram Marcus Johansson ao New Jersey Devils. Apesar de um início lento de 5-6-1, que se estendeu para 10-9-1, os Capitals esquentaram em dezembro, indo para 10-2-2, e conseguiram conquistar a Divisão Metropolitana pelo terceiro ano consecutivo em 1º de abril. Eles se classificaram para os playoffs da Stanley Cup de 2018 pela 10ª vez em 11 anos.
Nos playoffs, os Capitals conseguiram virar um déficit de 2-0 contra o Columbus Blue Jackets na primeira rodada dos playoffs de 2018, vencendo quatro consecutivas e vencendo os Blue Jackets em seis jogos. Em 7 de maio de 2018, eles conseguiram derrotar os Penguins no segundo round com um gol na prorrogação do Jogo 6 de Evgeny Kuznetsov. Essa vitória de série marcou a primeira vez em 20 temporadas que os Capitals chegaram na Final de Conferência, e a primeira vez em 24 temporadas que derrotaram os Penguins em uma série de playoff.

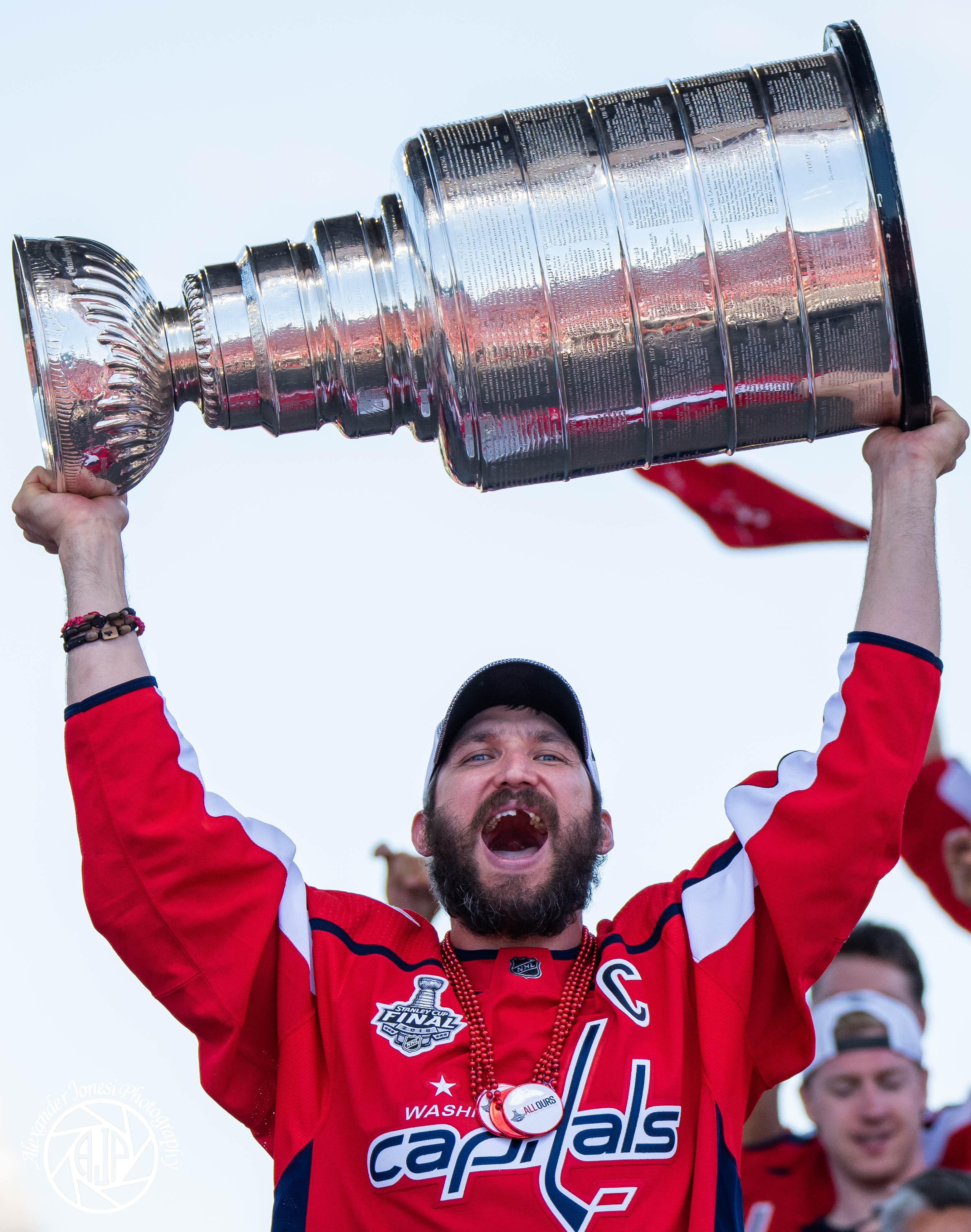
Ovechkin com a Stanley Cup no National Mall, após as Finais da Stanley Cup de 2018.

Os Capitals avançaram para as Finais da Stanley Cup de 2018 em 23 de maio, depois de derrotar o Tampa Bay Lightning em sete jogos depois de uma goleada por 4-0 na Amalie Arena em Tampa. Os Capitals então enfrentaram a equipe de expansão Vegas Golden Knights e os venceram em cinco jogos, incluindo um 4–3 no decisivo Jogo 5 na T-Mobile Arena, depois de Lars Eller marcar com cerca de sete minutos para o fim. Não foi só a primeira vitória dos Capitals na Stanley Cup, mas foi também o primeiro campeonato para uma equipe de Washington, D.C. em uma das quatro principais ligas esportivas norte-americanas (NFL, NHL, NBA e MLB) desde que o Redskins derrotou o Buffalo Bills 26 anos antes no Super Bowl XXVI.
Em 4 de abril de 2019, os Capitals conquistaram seu quarto título consecutivo na Divisão Metropolitana e, com essa conquista, Washington se tornou a segunda organização na história da NHL a vencer quatro títulos consecutivos na divisão duas vezes na história (Boston Bruins de 1927 a 1928 a 1930–31 e novamente de 1975 a 1976 a 1978–79). A sequência anterior dos Capitals foi da temporada de 2007-2008 à temporada de 2010-11 na agora extinta Divisão Sudeste. Nos playoffs de 2019, os esforços dos Capitals para serem campeões novamente ficaram aquém, pois foram eliminados no primeiro round pelo Carolina Hurricanes em sete jogos. Na temporada seguinte, os Capitals conquistaram outro título de divisão, mas perderam para o New York Islanders no primeiro round dos playoffs de 2020. Na temporada seguinte, os Capitals terminaram em segundo lugar na divisão, perdendo para o Boston Bruins em cinco jogos da primeira rodada dos playoffs de 2021. Após sua terceira eliminação consecutiva na primeira fase desde a vitória na Stanley Cup, o Washington Capitals começou a temporada seguinte forte, mantendo o primeiro lugar durante as férias de Natal. No entanto, acabou caindo para a 4ª colocação na divisão, o que foi bom o suficiente para o 2º Wild card, e foi pareado com o vencedor do Troféu dos Presidentes Florida Panthers na primeira rodada dos playoffs de 2022, perdendo para eles em 6 jogos.

## Informações da equipe

### Emissoras
A NBC Sports Washington (NBCSW) tem realizado os jogos dos Capitals localmente desde a sua fundação como Home Team Sports (HTS) em 1984. A NBC Sports Washington era conhecida como Comcast SportsNet Mid-Atlantic (CSN) de 2001 a 2017. Os comentaristas da NBCSW são Joe Beninati, Craig Laughlin e o repórter Al Koken.
A principal emissora de rádio dos Capitals é a WJFK-FM (106.7 FM); os comentaristas são John Walton e Ken Sabourin. A rede de rádio da equipe consiste de estações em Washington, Virgínia, Maryland, Virgínia Ocidental, Pensilvânia e Carolina do Norte.

#### Histórico
A WTOP-TV (canal 9) conseguiu cobertura televisiva para as três primeiras temporadas dos Capitals, cobrindo 15 jogos como visitante na temporada de 1974-1975. O locutor esportivo Warner Wolf foi o comentarista da primeira temporada. O locutor de rádio da equipe, Ron Weber, mudou-se para a cabine de TV para as transmissões na segunda e terceira temporadas. A cobertura da WTOP-TV foi esporádica e mal recebida, a ponto de ser chamada de "revoltante" pelo Washington Post; as transmissões de jogos foram agendadas de acordo com os compromissos da rede e muitas vezes entraram ao vivo em andamento ou com atraso total da fita. A gerência da estação tinha pouco interesse nos jogos e disse que recebeu muito mais reclamações sobre os programas antecipados da CBS. Antes da temporada de 1977-78, os Capitals assinaram um contrato de cinco anos com WDCA (canal 20), que tinha transporte a cabo regional e, como uma estação independente, foi capaz de se comprometer com uma cobertura ao vivo mais ampla.
A WDCA posteriormente dividiu os jogos com a HTS/CSN após sua fundação em 1984. A temporada de 1991-1992 ilustra um arranjo típico: a WDCA exibiu 20 jogos como visitante e todos os jogos de playoffs, enquanto a HTS ficou com 34 jogos em casa e todos os jogos em casa nos playoffs, deixando 28 jogos da temporada regular não televisionados. Depois de 19 temporadas na WDCA, os Capitals transferiram suas transmissões over-the-air para a WBDC (canal 50) para a temporada de 1995–1996. Todos os 82 jogos foram televisionados pela primeira vez na temporada de 2001-2002. A temporada de 2005-2006 foi o último ano com cobertura televisiva over-the-air.
A WTOP (1500 AM) foi a primeira casa de rádio dos Capitals durante a temporada de 1986–1987. Após nove anos na WMAL (630 AM), os jogos retornaram à 1500 AM para a temporada 1996–97. Ron Weber foi o primeiro locutor e nunca perdeu um jogo até sua aposentadoria no final da temporada 1996-97. A WJFK-FM começou a transmitir jogos da pós-temporada durante os playoffs de 2008. A 1500 AM, desde então renomeada para WFED, continuou como a estação principal até 2012, quando WJFK assumiu toda a cobertura. O WFED continua a transmitir jogos como afiliado da rede. Isso é principalmente para aproveitar seu sinal de canal claro de 50.000 watts, que leva os jogos do Capitals para toda a metade leste da América do Norte à noite.
Weber reuniu-se aos atuais locutores Walton e Sabourin no primeiro período do Jogo 4 da final da Stanley Cup de 2018.
A WJFK-FM atraiu polêmica quando decidiu abandonar os Capitals na temporada de 2016–2017. Isso forçou a equipe a transmitir seus jogos apenas na WFED, o que é difícil de ser feito fora de Washington durante a noite. O Washington Wizards também teve prioridade sobre os Capitals na WFED em caso de conflito, levando a alguns jogos sem transmissão de rádio em casa. A equipe respondeu às reclamações dos torcedores chegando a um acordo temporário em janeiro de 2017 para colocar o resto de seus jogos na WWDC-HD2, que está disponível em toda a região metropolitana para aqueles com HD Radios e tem um sinal analógico de baixa potência que cobre a cidade. Os Capitals chegaram a um acordo para retornar à WJFK-FM para a temporada de 2017–2018.

### Logos e jerseys

Logo usado pelos Capitals (1974–1995)

Os Capitals vão para o gelo com camisas vermelhas, brancas e azuis que caracterizam os ombros e as estrelas com contraste no peito e mangas. A equipe originalmente tinha opções de calças vermelhas, brancas e azuis, mas rapidamente retirou as calças brancas. As calças azuis viriam a ser a única opção utilizada.
Antes do início da temporada de 1995–96, em uma tentativa de modernizar o visual e melhorar as vendas de mercadorias, a equipe abandonou seu logotipo original e esquema de cores em favor de um azul, preto, e uma listra bronze com uma águia americana com cinco estrelas como seu logotipo. O logotipo alternativo representou o Capitólio com tacos de hóquei cruzados atrás. Para a temporada de 1997–98, o time revelou um uniforme alternativo preto, sem azul com listras de bronze nas extremidades das mangas e na cintura. Antes da temporada de 2000-01, a equipe retirou sua camisa azul de visitante em favor do uniforme preto alternativo com o Capitólio, mas ainda manteve a camisa branca com a águia para jogos em casa.
Os Capitals revelaram novos uniformes em 22 de junho de 2007, que coincidiu com o NHL Entry Draft de 2007 e a nova adaptação de toda a liga da NHL para o sistema de uniformes para a Reebok, projetado para a temporada de 2007-08. A mudança marcou o retorno ao esquema de cores vermelho, branco e azul usados originalmente de 1974 a 1995. O novo logotipo principal é uma reminiscência do logotipo original dos Capitals, completa com um taco de hóquei formado pela letra "t"; ele também inclui um novo recurso não presente no logo original na forma de três estrelas representando Distrito de Colúmbia, Maryland e Virginia. Mais simplesmente, as estrelas são uma referência à Bandeira de D.C., que por sua vez é baseada no escudo do brasão de armas da família de George Washington. O novo logotipo alternativo usa uma águia em forma de "W" com a silhueta do edifício do Capitólio dos Estados Unidos no espaço negativo abaixo.
Para o Bridgestone NHL Winter Classic 2011, os Capitals usaram a camisa branca homenageando o passado da franquia com o logotipo original. A camisa se assemelhava a antiga camisa entre as temporadas 1974–75 a 1994–95. Ao invés de usar a combinação de calça azul e capacetes brancos que a equipe usou quando jogou no Capital Centre, os Caps escolheram calças vermelhas e capacetes para o jogo do dia de Ano Novo. Os Caps usavam a mesma camisa, menos o patch do NHL Winter Classic, em 1 de Fevereiro de 2011, para homenagear o ala do Hockey Hall of Fame Dino Ciccarelli.
Os Capitals anunciaram em 16 de setembro de 2011 que usariam uma terceira camisa após o Winter Classic por 16 jogos fora de casa durante a temporada de 2011–12.
Para o Winter Classic 2015, no Dia de Ano Novo no Nationals Park em Washington, D.C., os Capitals usaram uma camisa recém-projetada destinada a prestar homenagem às raízes de hóquei ao ar livre. A cor principal da camisa era um vermelho escuro vintage. A adição de listras nos ombros, cintura e pernas trouxe elementos da camisa do hóquei profissional de Washington de 1930, antecedendo a formação da franquia dos Capitals na década de 1970. Um grande "W" na parte da frente da camisa, coberto com as três estrelas comuns, foi colocado em azul para contrastar com o logotipo "Capitals" em branco.
Começando com a temporada de 2015–16, os Capitals usaram sua camisa vermelha retrô como terceiro uniforme, substituindo as brancas do Winter Classic de 2011.
Antes da temporada de 2017-18, a NHL anunciou uma nova parceria com a Adidas, e os Capitals revelaram novos uniformes com pequenas alterações.
Para o Stadium Series 2018, os Capitals usaram uniformes recém-projetados azul-marinho, homenageando o fato de que o jogo foi realizado na Academia Naval dos Estados Unidos. O logo no peito foi baseado no logo estilizado “Capitals” habitual , mas encurtado para “Caps”, o apelido comumente usado para a equipe. Também havia características homenageando vários aspectos de D.C., bem como a presença de um logotipo W ligeiramente alterado do Winter Classic 2015 nas calças.

## Registro de temporada-por-temporada
Esta é uma lista parcial das últimas cinco temporadas completadas pelos Capitals. Para o histórico de temporada-por-temporada completo, ver Lista de temporadas do Washington Capitals
Legenda: J = Jogos, V = Vitórias, D = Derrotas, DP = Derrotas na Prorrogação, DSO = Derrotas nos Shootouts, Pts = Pontos, GP = Gols pró, GC = Gols contra
| Temporada | J  | V  | D  | DP | Pts | GP  | GC  | Posição           | Playoffs                                     |
| 2017–18   | 82 | 49 | 26 | 7  | 105 | 259 | 239 | 1º, Metropolitana | Campeão da Stanley Cup, 4-1 (Golden Knights) |
| 2018–19   | 82 | 48 | 26 | 8  | 104 | 278 | 249 | 1º, Metropolitana | Perdeu na Primeira Rodada, 3–4 (Hurricanes)  |
| 2019–20   | 69 | 41 | 20 | 8  | 90  | 240 | 215 | 1º, Metropolitana | Perdeu no 1º Round, 1–4 (Islanders)          |
| 2020–21   | 56 | 36 | 15 | 5  | 77  | 191 | 163 | 2º, Leste         | Perdeu na Primeira Rodada, 3–4 (Bruins)      |
| 2021–22   | 82 | 44 | 26 | 12 | 100 | 275 | 245 | 4º, Metropolitana | Perdeu na Primeira Rodada, 2–4 (Panthers)    |

## Jogadores e pessoal

### Técnicos

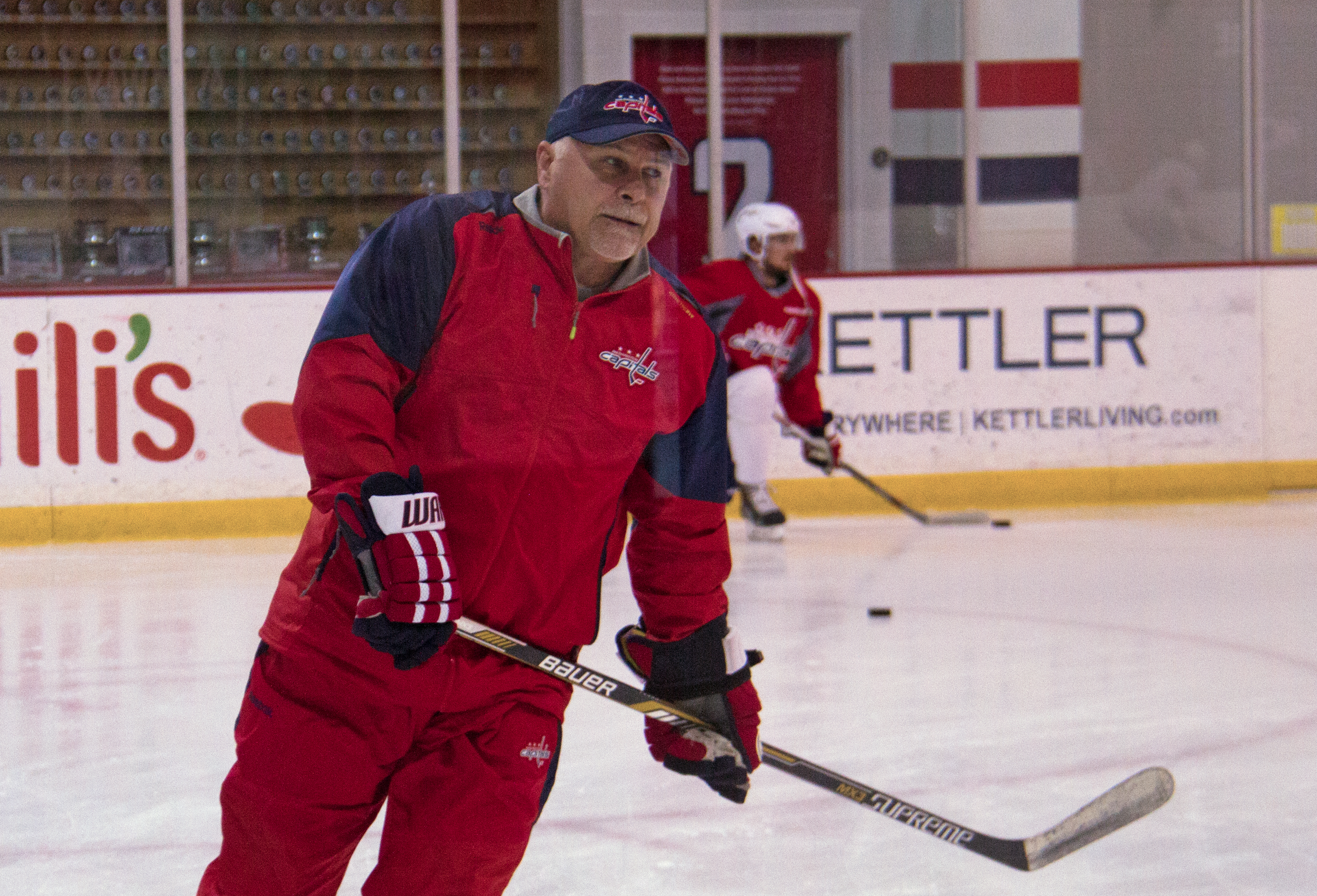
Barry Trotz no treino dos Capitals no Kettler Capitals Iceplex. Trotz foi nomeado para o cargo de técnico em maio de 2014.

- Jim Anderson, 1974–1975
- Red Sullivan, 1975
- Milt Schmidt, 1975
- Tom McVie, 1975–1978
- Danny Belisle, 1978–1979
- Gary Green, 1979–1981
- Roger Crozier, 1981
- Bryan Murray, 1981–1990
- Terry Murray, 1990–1994
- Jim Schoenfeld, 1994–1997
- Ron Wilson, 1997–2002
- Bruce Cassidy, 2002–2003
- Glen Hanlon, 2003–2007
- Bruce Boudreau, 2007–2011
- Dale Hunter, 2011–2012
- Adam Oates, 2012–2014[44]
- Barry Trotz, 2014–2018
- Todd Reirden, 2018–2020
- Peter Laviolette, 2020–presente

### Capitães
- Doug Mohns, 1974–75
- Bill Clement, 1975–76
- Yvon Labre, 1976–78
- Guy Charron, 1978–79
- Ryan Walter, 1979–82
- Rod Langway, 1982–93
- Kevin Hatcher, 1993–94
- Dale Hunter, 1994–99
- Adam Oates, 1999–2001
- Steve Konowalchuk e Brendan Witt, 2001–02 (co-capitães)
- Steve Konowalchuk, 2002–03
- Jeff Halpern, 2005–06
- Chris Clark, 2006–09
- Alexander Ovechkin, 2010– presente

## Homenagens da liga e do time

### Prêmios e troféus
Stanley Cup
- 2017–18

Troféu dos Presidentes
- 2009–10, 2015–16, 2016–17

Troféu Príncipe de Gales
- 1997–98, 2017–18

Troféu Conn Smythe
- Alexander Ovechkin: 2017–18

Troféu Memorial Hart
- Alexander Ovechkin: 2007–08, 2008–09, 2012–13

Prêmio Lester B. Pearson/Ted Lindsay
- Alexander Ovechkin: 2007–08, 2008–09, 2009–10

Troféu Art Ross
- Alexander Ovechkin: 2007–08

Troféu Maurice "Rocket" Richard
- Alexander Ovechkin: 2007–08, 2008–09, 2012–13, 2013–14, 2014–15, 2015–16, 2017–18, 2018–19, 2019–20

Troféu Memorial Calde
- Alexander Ovechkin: 2005–06

Troféu Frank J. Selke
- Doug Jarvis: 1983–84

Troféu Memorial James Norris
- Rod Langway: 1982–83, 1983–84

Troféu Memomrial King Clancy
- Olaf Kolzig: 2005–06

Troféu Vezina
- Jim Carey: 1995–96
- Olaf Kolzig: 1999–00
- Braden Holtby: 2015–16

Troféu William M. Jennings
- Al Jensen e Pat Riggin: 1983–84
- Braden Holtby: 2016–17

Troféu Memorial Bill Masterton
- Jose Theodore: 2009–10

Prêmio Jack Adams
- Bryan Murray: 1983–84
- Bruce Boudreau: 2007–08
- Barry Trotz: 2015–16

Time All-Rookie
- Scott Stevens: 1982–83
- Jim Carey: 1994–95
- Alexander Ovechkin: 2005–06
- Nicklas Backstrom: 2007–08
- John Carlson: 2010–11

NHL All-Star team
Primeiro Time All-Star
- Rod Langway: 1982–83, 1983–84
- Scott Stevens: 1987–88
- Jim Carey: 1995–96
- Olaf Kolzig: 1999–2000
- Alexander Ovechkin: 2005–06, 2006–07, 2007–08, 2008–09, 2009–10, 2012–13,[a] 2014–15, 2018–19
- Mike Green: 2008–09, 2009–10
- Braden Holtby: 2015–16
- John Carlson: 2019–20

Segundo Time All-Star
- Pat Riggin: 1983–84
- Rod Langway: 1984–85
- Larry Murphy: 1986–87
- Al Iafrate: 1992–93
- Sergei Gonchar: 2001–02, 2002–03
- Alexander Ovechkin: 2010–11, 2012–13,[a] 2013–14, 2015–16
- Braden Holtby: 2016–17
- John Carlson: 2018–19

### Escolhas do draft na primeira rodada
- 1974: Greg Joly (1ª geral)
- 1975: Alex Forsyth (18ª geral)
- 1976: Rick Green (1ª geral) e Greg Carroll (15ª geral)
- 1977: Robert Picard (3ª geral)
- 1978: Ryan Walter (2ª geral) e Tim Coulis (18ª geral)
- 1979: Mike Gartner (4ª geral)
- 1980: Darren Veitch (5ª geral)
- 1981: Bob Carpenter (3ª geral)
- 1982: Scott Stevens (5ª geral)
- 1983: Nenhuma
- 1984: Kevin Hatcher (17ª geral)
- 1985: Yvon Corriveau (19ª geral)
- 1986: Jeff Greenlaw (19ª geral)
- 1987: Nenhuma
- 1988: Reggie Savage (15ª geral)
- 1989: Olaf Kolzig (19ª geral)
- 1990: John Slaney (9ª geral)
- 1991: Pat Peake (14ª geral) e Trevor Halverson (21ª geral)
- 1992: Sergei Gonchar (14ª geral)
- 1993: Brendan Witt (11ª geral) e Jason Allison (17ª geral)
- 1994: Nolan Baumgartner (10ª geral) e Alexander Kharlamov (15ª geral)
- 1995: Brad Church (17ª geral) e Miika Elomo (23ª geral)
- 1996: Alexandre Volchkov (4ª geral) e Jaroslav Svejkovsky (17ª geral)
- 1997: Nick Boynton (9ª geral)
- 1998: Nenhuma
- 1999: Kris Beech (7ª geral)
- 2000: Brian Sutherby (26ª geral)
- 2001: Nenhuma
- 2002: Steve Eminger (12ª geral), Alexander Semin (13ª geral), e Boyd Gordon (17ª geral)
- 2003: Eric Fehr (18ª geral)
- 2004: Alexander Ovechkin (1ª geral), Jeff Schultz (27ª geral), e Mike Green (29ª geral)
- 2005: Sasha Pokulok (14ª geral) e Joe Finley (27ª geral)
- 2006: Nicklas Backstrom (4ª geral) e Semyon Varlamov (23ª geral)
- 2007: Karl Alzner (5ª geral)
- 2008: Anton Gustafsson (21ª geral) ed John Carlson (27ª geral)
- 2009: Marcus Johansson (24ª geral)
- 2010: Evgeny Kuznetsov (26ª geral)
- 2011: Nenhuma
- 2012: Filip Forsberg (11ª geral) e Tom Wilson (16ª geral)
- 2013: Andre Burakovsky (23ª geral)
- 2014: Jakub Vrana (13ª geral)
- 2015: Ilya Samsonov (22ª geral)
- 2016: Lucas Johansen (28ª geral)
- 2017: Nenhuma
- 2018: Alexander Alexeyev (31ª geral)
- 2019: Connor McMichael (25ª geral)
- 2020: Hendrix Lapierre (22ª geral)
- 2021: Nenhuma
- 2022: Ivan Miroshnichenko (20ª geral)

### Membros do Hall da Fama
O Washington Capitals mantém uma afiliação com vários indicados ao Hockey Hall of Fame. Oito indicados da categoria de jogadores do Hall da Fama são afiliados aos Capitals. Em 2015, dois ex-jogadores dos Capitals, Sergei Fedorov e Phil Housley foram os últimos jogadores do Capitals a serem introduzidos no Hall da Fama, com cinco dos oito (Gartner, Oates, Stevens, Langway e Murphy) tendo jogado pelo menos cinco temporadas com o clube.
Além dos jogadores, membros da mídia esportiva local que fazem cobertura dos Capitals e da NHL foram homenageados pelo Hockey Hall of Fame. Em 2007, Dave Fay, jornalista esportivo do Washington Times recebeu o Prêmio Memorial Elmer Ferguson. Em 2010, o locutor de rádio, Ron Weber, foi recebeu o Prêmio memorial Foster Hewitt do Hall da Fama por suas contribuições para a transmissão de hóquei.

### Números aposentados
| Nº. | Jogador      | Posição | Carreira  | Aposentadoria do nº    |
| --- | ------------ | ------- | --------- | ---------------------- |
| 5   | Rod Langway  | D       | 1982–1993 | 26 de novembro de 1997 |
| 7   | Yvon Labre   | D       | 1974–1981 | 7 de novembro de 1981  |
| 11  | Mike Gartner | AD      | 1979–1989 | 28 de dezembro de 2008 |
| 32  | Dale Hunter  | C       | 1987–1999 | 11 de março de 2000    |

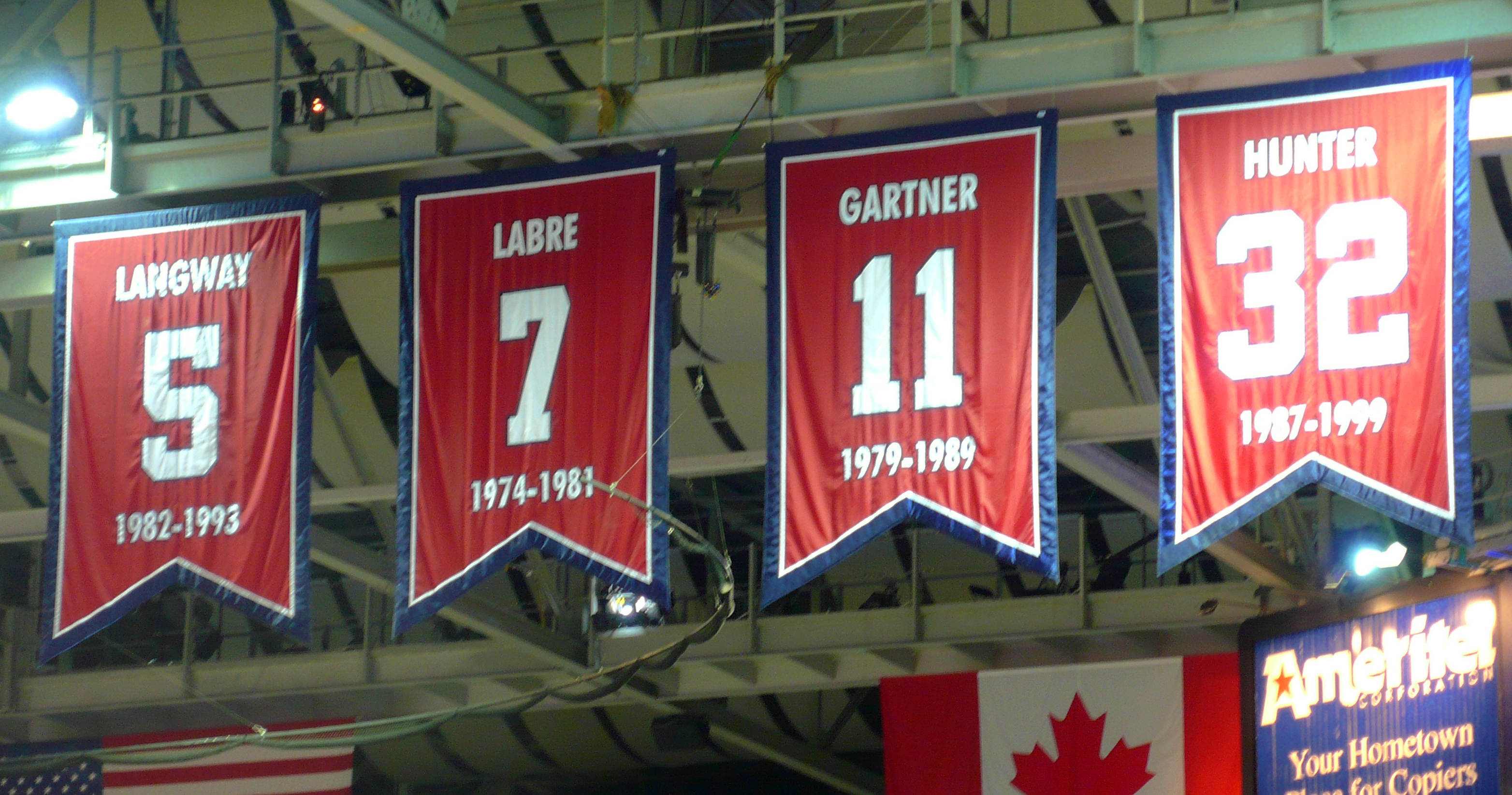
Os Capitals homenageiam os números aposentados de Rod Langway, Yvon Labre, Mike Gartner e Dale Hunter com bandeiras na Capital One Arena.

- Embora não oficialmente aposentado, o time não concedeu o número 37 de Olaf Kolzig desde sua aposentadoria.[50]
- A NHL aposentou o nº 99 de Wayne Gretzky de todos os seus times membros no All-Star Game de 2000.[51]

### Líderes de pontuação da franquia
- *  – Jogador atual dos Capitals

Estes são os dez maiores pontuadores da temporada regular na história da franquia. Os números são atualizados após cada temporada regular completa da NHL.

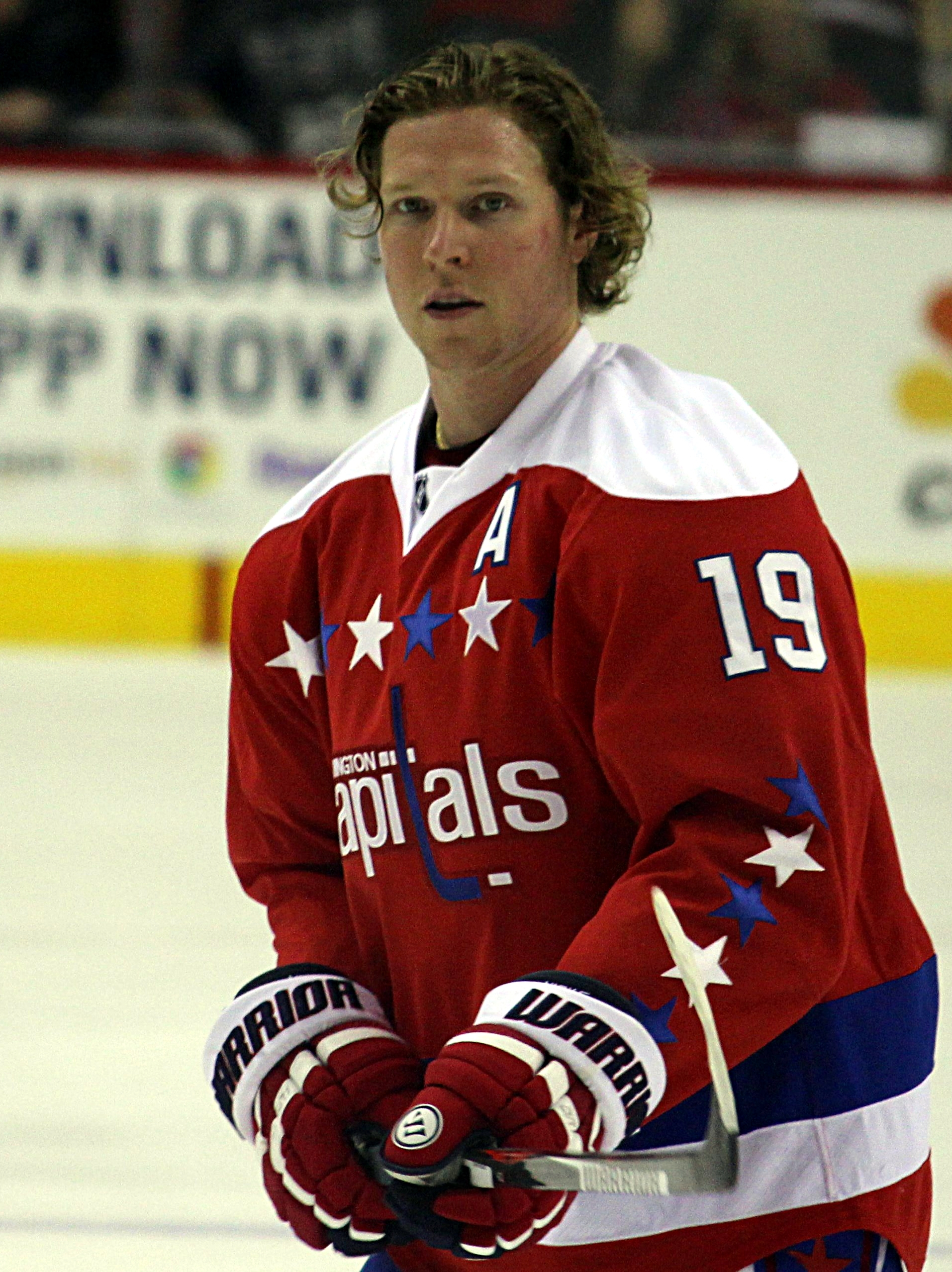
Nicklas Backstrom é o líder em assistências de todos os tempos da franquia na temporada regular. Ele registrou 747 assistências em 1,058 jogos.

Nota: Pos = Posição; JD = Jogos disputados; G = Gols; A = Assistências; Pts = Pontos; P/J = Pontos por jogo
| Jogador             | Pos | JD    | G   | A   | Pts   | P/J  |
| ------------------- | --- | ----- | --- | --- | ----- | ---- |
| Alexander Ovechkin* | AE  | 1,274 | 780 | 630 | 1,410 | 1.11 |
| Nicklas Backstrom*  | C   | 1,058 | 264 | 747 | 1,011 | .96  |
| Peter Bondra        | AD  | 961   | 472 | 353 | 825   | 0.86 |
| Mike Gartner        | AD  | 758   | 397 | 392 | 789   | 1.04 |
| Michal Pivonka      | C   | 825   | 181 | 418 | 599   | 0.73 |
| John Carlson*       | D   | 887   | 132 | 461 | 593   | .67  |
| Dale Hunter         | C   | 872   | 181 | 375 | 556   | 0.64 |
| Bengt Gustafsson    | AD  | 629   | 196 | 359 | 555   | 0.88 |
| Mike Ridley         | C   | 588   | 218 | 329 | 547   | 0.93 |
| Calle Johansson     | D   | 983   | 113 | 361 | 474   | 0.48 |
| Dennis Maruk        | C   | 343   | 182 | 249 | 431   | 1.26 |

| Jogador             | Pos | G   |
| ------------------- | --- | --- |
| Alexander Ovechkin* | AE  | 780 |
| Peter Bondra        | AD  | 472 |
| Mike Gartner        | AD  | 397 |
| Nicklas Backstrom*  | C   | 264 |
| Mike Ridley         | C   | 218 |
| Alexander Semin     | AD  | 197 |
| Bengt Gustafsson    | AD  | 196 |
| Dave Christian      | AD  | 193 |
| Bobby Carpenter     | C   | 188 |
| Dennis Maruk        | C   | 182 |

| Jogador             | Pos | A   |
| ------------------- | --- | --- |
| Nicklas Backstrom*  | C   | 747 |
| Alexander Ovechkin* | AE  | 630 |
| Michal Pivonka      | C   | 418 |
| Mike Gartner        | AD  | 392 |
| Dale Hunter         | C   | 375 |
| Calle Johansson     | D   | 361 |
| Bengt Gustafsson    | AD  | 359 |
| Peter Bondra        | AD  | 353 |
| Scott Stevens       | D   | 331 |
| Mike Ridley         | C   | 329 |